# Die drei ??? (Hörspiel)
Die drei ??? (gesprochen: Die drei Fragezeichen; Originaltitel: The Three Investigators; Nebenform: Die drei Detektive) ist eine Hörspielserie, die auf der gleichnamigen Jugendbuchserie beruht.
Die Hörspiele werden von Sony Music Entertainment unter dem Label Europa von Heikedine Körting produziert und basieren auf den Buchvorlagen, die im Franckh-Kosmos-Verlag erscheinen.
Aufgrund langwieriger Lizenzstreitigkeiten zwischen Kosmos und der damaligen Sony BMG erschienen zwischen 2005 und 2008 keine Hörspiele zur Buchserie. Daher schuf Europa 2006 den neuen Serientitel DiE DR3i und veröffentlichte darunter acht eigene Hörspiele mit der bekannten Sprecherriege.
Heute sind Die drei ??? mit über 50 Millionen verkauften Tonträgern und über 150 Gold- und Platin-Schallplatten die erfolgreichste Hörspielproduktion der Welt.

## Anfänge
Die ersten sechs Folgen erschienen am 12. Oktober 1979 unter dem Label Europa. Zu diesem Zeitpunkt existierte die gleichnamige Buchserie bereits seit über zehn Jahren, sodass dem Team rund um die Produzentin Heikedine Körting bereits eine breite Auswahl an Abenteuern zur Verfügung stand. Um die Serie möglichst langfristig auf dem Hörspielmarkt zu etablieren, wählte man eine andere Reihenfolge als bei den Buchveröffentlichungen. Anstatt mit dem ersten Buchtitel … und das Gespensterschloss zu beginnen, wurde das Abenteuer … und der Super-Papagei zum Serienstart vertont.
Daraus ergibt sich ein inhaltlicher Logikfehler, der die Rolle des Erzählers und Auftraggebers Alfred Hitchcock betrifft. In der Buchvorlage … und das Gespensterschloss lernen die drei Detektive Alfred Hitchcock überhaupt erst kennen und gründen am Ende der Episode ihr Detektivbüro. In der Hörspiel-Serie trägt das Gespensterschloss allerdings die Nummer 11. Um den daraus entstehenden Fehler auszugleichen, wurde die Folge für die Hörspieladaption so umgeschrieben, dass die drei Detektive Alfred Hitchcock schon aus früheren Fällen kennen. Die Gründung der Detektei spielt im Hörspiel keine Rolle.

## Produktion
Seit der ersten Folge 1979 ist Heikedine Körting für die Hörspiele der Die drei ??? verantwortlich. Zusammen mit ihrem 2016 verstorbenen Ehemann Andreas E. Beurmann hat sie die ersten Die drei ???-Hörspiele produziert und veröffentlicht.
In den ersten 60 Folgen bis 1994 war der unter dem Pseudonym H. G. Francis bekannte Autor Hans Gerhard Franciskowsky für die Dialogbücher verantwortlich. Ab Folge 61 (1995) übernahm diese Aufgabe André Minninger, der zudem auch für den Franckh-Kosmos-Verlag Die drei ???-Bücher schreibt.
Für Schnitt und Geräusche ist überwiegend Hella von der Osten-Sacken verantwortlich, die allgemein unter dem Pseudonym Wanda Osten bekannt ist. Sie schneidet seit 1968 die Europa-Hörspiele und arbeitet zudem als Sprecherin und Regisseurin. Seit der ersten Folge werden die Hörspiele analog aufgenommen und mit Musik und Geräuschen untermalt. Dabei hat sich ein Archiv mit mehr als 100.000 Geräuschen angesammelt.
Gemeinsam mit André Minninger und Hella von der Osten-Sacken bildet Heikedine Körting das Produktionsteam für die Die drei ???-Hörspiele. Für die Veröffentlichungen und Vermarktung der Serie ist die Produktmanagerin Corinna Wodrich zuständig.
In der Regel werden jährlich sechs bis acht neue Abenteuer aufgenommen und veröffentlicht, die spätestens drei Monate nach Veröffentlichung Gold-Status für mehr als 100.000 verkaufte CDs erreichen. Der Jahresabsatz liegt bei über 1,5 Millionen, der Gesamtabsatz in 40 Jahren (1979–2019) bei über 50 Millionen Tonträgern. Davon werden pro Folge 150.000 Downloads abgesetzt, rund eine Million pro Jahr.
Viermal im Jahr treffen sich die Sprecher im Tonstudio Körting in der Hamburger Rothenbaumchaussee, um jeweils zwei neue Folgen einzusprechen. Der Erzählerpart wird zuvor getrennt aufgenommen.

### Produktionsablauf
Theoretisch könnte man die Produktion eines Hörspiels innerhalb von zwei bis drei Wochen abschließen. Aus zeitlichen und organisatorischen Gründen ist dies in der Praxis nicht möglich. Tatsächlich dauert eine komplette Produktion drei bis sechs Monate. In dieser Zeit wird nicht nur an einem einzigen Hörspiel gearbeitet, sondern in der Regel an zehn bis 15 Hörspielen verschiedener Europa-Serien, alle in unterschiedlichen Entwicklungsstadien. Die Produktmanagerin Corinna Wodrich hat den Produktionsablauf eines Hörspiels wie folgt beschrieben:
| Nr. | Stadium                                                  | Effektive Dauer (geschätzt) |
| --- | -------------------------------------------------------- | --------------------------- |
| 1   | Manuskripterstellung inkl. Nachbearbeitung               | 1 Woche                     |
| 2   | Aufnahmen mit den Sprechern                              | 1 bis 2 Tage                |
| 3   | Nachbearbeitung (Geräusche, Musiken, Schneiden, Mischen) | 1 Woche                     |
| 4   | Mastering                                                | 1 Tag                       |
| 5   | Produktion der CDs/MCs                                   | 1 Woche                     |
| 6   | Erstellung des Covers (meist parallel zu Nr. 5)          | 1 bis 2 Tage                |

### Produktionspausen
Nach dem Serien-Aus in den USA 1992 (→ Geschichte) wurden aufgrund von Umstrukturierungen bei der Serienübernahme seitens des Kosmos-Verlags zwischen Herbst 1992 und Herbst 1994 keine neuen Hörspielfolgen produziert.
Zu einem zweiten Produktionsstopp ist es zwischen 2006 und 2007 gekommen, weil die deutschen Lizenznehmer Kosmos und Europa einen Rechtsstreit über die Lizenzen und das Erbe des Schöpfers Robert Arthur führten (→ Urheberrechtsstreit).

## Figuren und Sprecher
Die Hauptpersonen werden seit der ersten Folge von einem festen Sprechercast gesprochen. Ursprünglich sollte bei den ersten Aufnahmen Jens Wawrczeck Bob Andrews sprechen und Andreas Fröhlich Peter Shaw. Da aber Fröhlich Startschwierigkeiten mit dem Einsprechen der Texte hatte, schlug Heikedine Körting vor, dass Wawrczeck und Fröhlich die Rollen tauschen sollten. In vielen Hörspiel-Folgen wirken auch prominente Gastsprecher mit. Als eine Besonderheit sei die Folge 44 … und der gestohlene Preis genannt, in der alle Hauptsprecher der „Konkurrenz“-Serie TKKG (Sascha Draeger, Niki Nowotny, Manou Lubowski und Veronika Neugebauer) eine Nebenrolle haben. Eine Übersicht über viele Figuren und deren Sprecher ist dem Artikel Figuren aus Die drei ??? zu entnehmen.

### Stammbesetzung

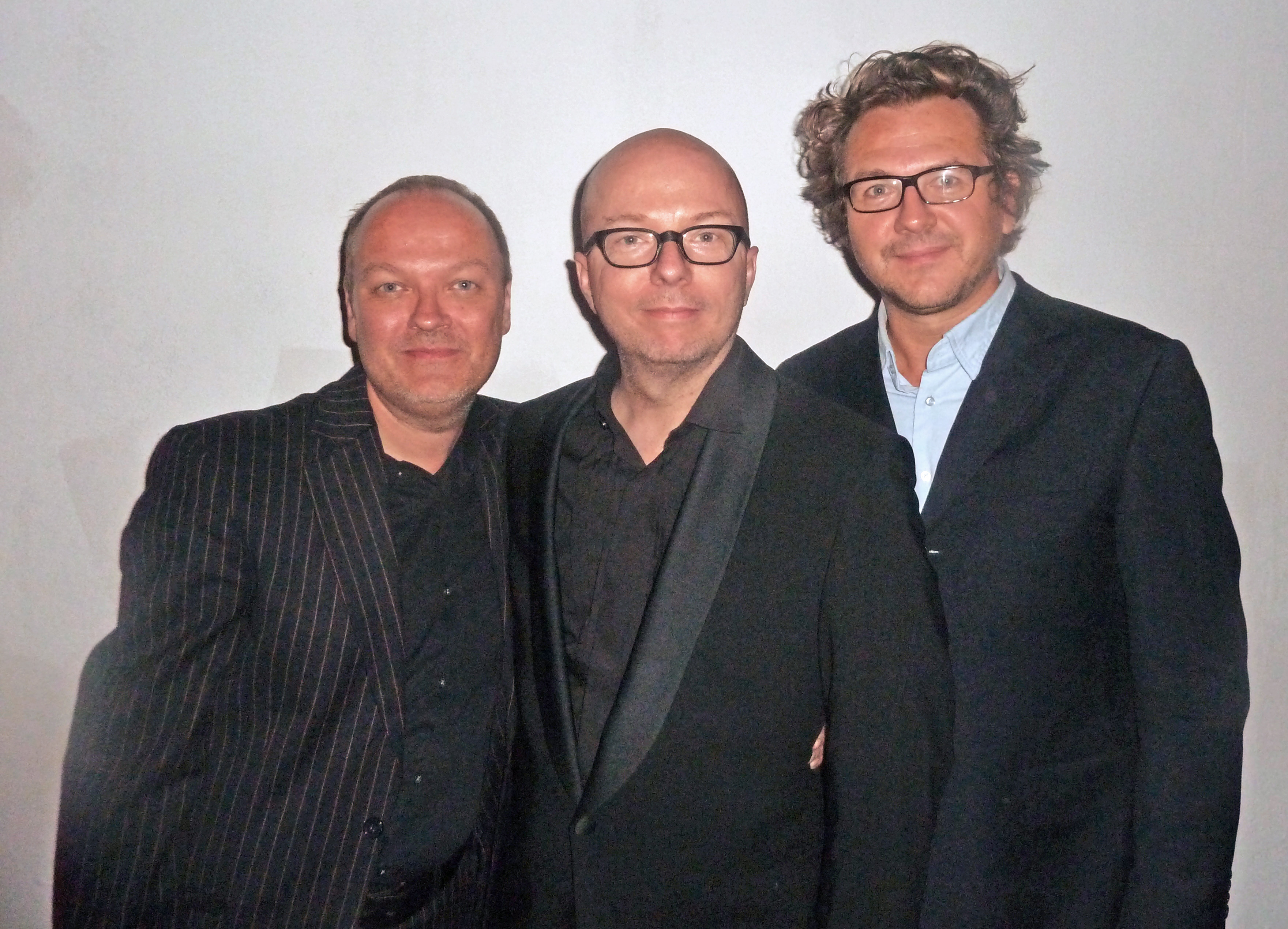
Von links nach rechts: Jens Wawrczeck (Peter Shaw), Oliver Rohrbeck (Justus Jonas) und Andreas Fröhlich (Bob Andrews) im Oktober 2011

| Justus Jonas                   | Oliver Rohrbeck         | 1–                          |
| Peter Shaw                     | Jens Wawrczeck          | 1–                          |
| Bob Andrews                    | Andreas Fröhlich        | 1–                          |
| Alfred Hitchcock               | Peter Pasetti †         | 1–46                        |
| Erzähler                       | Peter Pasetti †         | 47–64                       |
| Erzähler                       | Matthias Fuchs †        | 65–103                      |
| Erzähler                       | Thomas Fritsch †        | 104–186                     |
| Erzähler                       | Axel Milberg            | 187–                        |
| Chauffeur Morton               | Andreas von der Meden † | 1–159                       |
| Chauffeur Morton               | Michael Prelle          | 224                         |
| Tante Mathilda                 | Karin Lieneweg          | 2–                          |
| Hauptkommissar Samuel Reynolds | Horst Frank †           | 4–36                        |
| Hauptkommissar Samuel Reynolds | Günther Flesch †        | 37–40                       |
| Hauptkommissar Samuel Reynolds | Wolfgang Draeger †      | 43–218                      |
| Onkel Titus                    | Andreas E. Beurmann †   | 9–173                       |
| Onkel Titus                    | Rüdiger Schulzki †      | 183–214                     |
| Onkel Titus                    | Erik Schäffler          | 217–                        |
| Skinny Norris                  | Andreas von der Meden † | 9–157                       |
| Skinny Norris                  | Michael Harck †         | 180, … und der schwarze Tag |
| Skinny Norris                  | Tim Kreuer              | … und das Grab der Maya     |
| Inspektor Cotta                | Michael Poelchau †      | 57                          |
| Inspektor Cotta                | Willem Fricke †         | 61–62                       |
| Inspektor Cotta                | Holger Mahlich          | 63–                         |
| Anmerkungen: 1. 2. 3. 4. 5. 6. |                         |                             |

### Gastsprecher (Auswahl)
| A - Maud Ackermann (dreiTag, 183–184, 187, 193, 217) - Dietrich Adam (Rätsel der Sieben, 197) - Urs Affolter (142, 154, 170, Das Grab der Inka-Mumie) - Helmut Ahner (34, 36, 50, 57, 77, 85–86) - Ingrid Andree (1, 139) - Bruno F. Apitz (161, 164, 212) - Monty Arnold (82, 148, 151) - Gustav Adolph Artz (110, 134, 139–140, 153, 162) B - Dirk Bach (125, dreiTag, 143, 150) - Patrick Bach (124, 126–127, dreiTag, 141, 147, Geisterlampe, Rätsel der Sieben, und das kalte Auge, 231) - Patrick Baehr (Eine schreckliche Bescherung, Böser die Glocken nie klingen, 231) - Martin Brücker (174, 199) - Gerd Baltus (42, 52, 81, 140, 192) - Patrick Berg (Eine schreckliche Bescherung, 213, 215) - Rolf Becker (50, 53, 136, 168) - Stephan Benson (116, 131, 150, 160, 163, 175, 202, und das kalte Auge, Rätsel der Sieben, und das versunkene Schiff, 211, 230) - Heidi Berndt (155, Stille Nacht, düstere Nacht, 199, 211, 224) - Marianne Bernhardt (72, Stille Nacht, düstere Nacht, 191, 205) - Andreas E. Beurmann (9–10, 15–16, 22–23, 30, 33, 40, 58, 63, 69, 71, 74, 78, 93, 97, 115, 117, 119, 125, 130, 139, dreiTag, 141, 144, 146, 154, 157, 159, 169, Rätsel der Sieben, 173, Das Grab der Inka-Mumie, und das kalte Auge) 1 - André Beyer (O du finstere, 208, 214) - Detlef Bierstedt (118, Super-Papagei 2004, 165) - Volker Bogdan (9, 69, 116, 124, 147, 156, 165, 181, 187) - Rasmus Borowski (93, Brainwash, 152, 168, 215) - Oliver Böttcher (100, 136, 141, 158, 167, 170, 185, und der Tornadojäger, und das Versunkene Schiff, 205) - Carla Becker (200, 229) - Brigitte Böttrich (97, 117, Super-Papagei 2004, 170) - Volker Brandt (12, 14, 18, 20, 31–32) - Pinkas Braun (31, 33) - Katharina Brauren (1–3, 31–32, 76, 88) - Merete Brettschneider (205, Das Grab der Inka-Mumie, und das kalte Auge, und das Grab der Maya, 223, 226) - Reiner Brönneke (2, 4, 6–8, 10, 22, 24, 49) - Stefan Brönneke (1, 4, 22, 44, 53, 56, 118, Super-Papagei 2004, Brainwash, Rätsel der Sieben, und das versunkene Schiff, 223) - Robin Brosch (121, 146, Brainwash, 159, Der 5. Advent, und das kalte Auge, 207, 223) - Katja Brügger (65, 86, 147, 165, 194, 197, Das Grab der Inka-Mumie, und das kalte Auge, 209, 230) - Achim Buch (193, 216–217, 219, Böser die Glocken nie klingen, 225–226) - Peter Buchholz (2, 4–5, 8, 10, 145, 200) - Manuela Bäcker (155, 171) C - Tommaso Cacciapuoti (147, House of Horros, Geisterlampe) - Anna Carlsson (98, 100, 190, 225, 234) - Werner Cartano (7, 9, 12, 94, 199) - Ingeborg Christiansen (121, 123, 162) - Christian Concilio (Brainwash, 168, 183, 184, 188) - Wolfgang Condrus (102, 150) D - Sven Dahlem (126–127, 133, 150, 160, 166, 193) - Josef Dahmen (13–14) - Hans Daniel (17, 21, 113) - Till Demtrøder (90, 153, 174, 200) - Peter G. Dirmeier (204, 222) - Tobias Diakow (181–182, 232) - Karl Walter Diess (10, 15, 28, 30, 41) - Harald Dietl (150–151, 161, 197) - Gerlinde Dillge (46, 191, 216, Böser die Glocken nie klingen) - Katrin Decker (205, 218) - Klaus Dittmann (84, 95, 129, 140, 151,174, Stille Nacht, düstere Nacht, 186) - Günther Dockerill (37, 42) - Alexandra Doerk (84, 95, 100, 121) - Manuela Dahm (106, 185) - Kerstin Draeger (47, 58, 60, 62–63, 78, Geisterlampe, Das Grab der Inka-Mumie, und der dreiäugige Totenkopf, 208) - Sascha Draeger (28, 40, 44, dreiTag, 142, 167, Rätsel der Sieben, 224) - Wolfgang Draeger (28, 30, 33, 37, 43, 45, 47, 55, 88, 105, 115, 118, 146, 154, 166, 170, 175, 218) - Eckart Dux (35, 51, 56, 99, 124, 140, Der 5. Advent, 162, 189, Das Grab der Inka-Mumie, 200) E - Gernot Endemann (3–5, 8, 10, 13, 23–24, 189, 199) - Jannik Endemann (125, 158, und der Tornadojäger) - Karin Eckhold (161, 176) - Tina Eschmann (176, 198, 233) - Marek Erhardt (127–128, 202, 218) - Manuela Eifrig (198, 223, 230) F - Ingo Feder (107, 155, 167) - Henrike Fehrs (131, 175, 199, 202, und der dreiäugige Totenkopf, 222, Böser die Glocken nie klingen) - Fettes Brot (76, 79) - Gerlach Fiedler (1, 3, 6, 52, Super-Papagei 2004) - Romanus Fuhrmann (174, 179, 185, 205) - Günther Flesch (18–20, 27, 37, 40, 42, 50, 130) - Barbara Focke (25, 33, 111, 136, 154, 196) - Celine Fontanges (106, 132, 139, Brainwash, 161, 167, 201, O du finstere) - Horst Frank (4, 6, 8–9, 12–13, 17, 20, 28, 32–33, 36) - Peter Franke (200, 203) - Wolf Frass (96, 111, 127, 129, 151, 169, 182, 233) - Willem Fricke (31–32, 37, 61–62) - Uwe Friedrichsen (74, 137) - Rainer Fritzsche (155, 158) - Katrin Fröhlich (25–26, 148) G - Tanja Geke (160, 178, 232) - René Genesis (4, 9) - Helmut Gentsch (96, 98) - Karl-Heinz Gerdesmann (16, 18, 20, 25) - Jörg Gillner (72, 75, 83, 131, dreiTag, 141, 150, 167) - Heidrun von Goessel (57, 59, 201) - Konstantin Graudus (134, 137, 172, Geisterlampe, 219, 222) - Michael Griem (49, 110) - Jesse Grimm (127, 136, 145, 175) - Michael Grimm (39–40, Rätsel der Sieben, Stille Nacht, düstere Nacht, 219) - Julian Greis (197, 233) - Tim Grobe (149–150, House of Horrors, 175, und das kalte Auge, und der dreiäugige Totenkopf, 218, 224, 226, 233) - Isabella Grothe (dreiTag, 182, 184) - Lothar Grützner (4, 6, 17, 19, 21, 26–27, 30, 40, 54, 85, 93, 126, 129) H - Eberhard Haar (69, 91, 98, 125, 133, 144, 162, Das Grab der Inka-Mumie, und das kalte Auge) - Till Hagen (200, 222, 228, 234) - Dorothea Hagena (181, 193) - Sabine Hahn (72, 132, 139, Rätsel der Sieben, 195) - Volker Hanisch (Brainwash, 149, 177) - Michael Harck (40, 47, 55–56, 180) - Lutz Harder (45–46, 48, 133, 161, 172) - Fabian Harloff (2, 54, 98, Brainwash, 125, 133, 154, 171, O du finstere, 231) - Marek Harloff (High Strung, 165, 213) - Beate Hasenau (41–43, 62, 75–76, 88–89) - Ben Hecker (123, 132, 147, Rätsel der Sieben, 176, 187) - Peter Heinrich (49, 52) - Hannes Hellmann (215, 227) - Lutz Herkenrath (119, 130) - Hans Hessling (3, 40, 61–62) - Ernst H. Hilbich (104, 124, dreiTag) - Jürgen Holdorf (120, 132, 221, 231) - Edgar Hoppe (130, 162) - Dorette Hugo (103, 125) - Uschi Hugo (185, 218) - Till Huster (155, 177, 181, 184, und das versunkene Schiff, 213, 225, 233) I - Hans Irle (16–18, 20–21, 73) | J - Simon Jäger (37, 160) - Hansi Jochmann (33, 59, 70, 85, 101, dreiTag, 187, 190) 1 - Rolf Jülich (43, 115) K - Klaus-Peter Kaehler (65–66, 70, 77) - Peter Kaempfe (207, 215–216) - Hans Kahlert (174, 177) - Oliver Kalkofe (150, 188, 211, 226) - Herma Koehn (186,197) - Ingeborg Kallweit (40, 115, 146, 181, 189) - Ingeburg Kanstein (24–25, 27, 35, 107) - Wolfgang Kaven (22–23, 25, 78, 96, 111, Brainwash, House of Horrors, 175, 189, 196) - Sandra Keck (206, 227) - Marianne Kehlau (6, 8, 18, 20–21, 32, 38, 42, 51, 65, 72–73, 76, 88, 97, 101, 106) - Katharina von Keller (132, 171) - Siegfried W. Kernen (103, 131, dreiTag) - Henry Kielmann (28, 30, 40, 43) - Caroline Kiesewetter (168, 200, 207, und das Grab der Maya, 224) - Peter Kirchberger (8–9, 24, 28, 33, 64, Brainwash, 183, 193) - Stephanie Kirchberger (111, 135, 140, dreiTag, 217) - Matthias Klimsa (42, und das Grab der Maya) - Ernst von Klipstein (2–3, 8, 47) - Tim Knauer (126, 197) - Hartmut Kollakowsky (43, 105–106) - Astrid Kollex (43, 63–64, 169, 203, 231) - Henry König (54–55, 119, dreiTag, 149–150, 152, 165, Rätsel der Sieben, 170, 175, 191) - Günter König (35, 39, 40, 48, 50, 60, 69, 71, 81) - Nicolas König (68, 79, 100, Brainwash, 134, 169, 178–179, 212, 222, 228) - Sebastian König (222, Böser die Glocken nie klingen, 229) - Hans Peter Korff (186, 200, 214, 223) - Heikedine Körting (3–4, 12, 17, 21, 25, 47, 49, 57–58, 61, 65, 69, 75, 96, 101, 126, Brainwash, Geisterlampe, Rätsel der Sieben, 169, 175, 182, Das Grab der Inka-Mumie, Eine schreckliche Bescherung, 223) 1 - Robert Kotulla (70, 150) - Gottfried Kramer (2, 5, 17–18, 20, 22, 26, 40) - Micaëla Kreißler (45–46, 64, 70, 77, 88, 109, 159) - Hildegard Krekel (47, 52) - Lotti Krekel (104, 125) - Birte Kretschmer (165, Stille Nacht, düstere Nacht, 185, und das kalte Auge, 196, 198, und das versunkene Schiff, 207, 234) - Joachim Kretzer (182, 189–190, O du finstere, 213) - Tim Kreuer (139, 149, 164, 175, 177, Das Grab der Inka-Mumie, 197, und das Grab der Maya) - Olaf Kreutzenbeck (121, 141, dreiTag, 158) - Wolfgang Kubach (1–8, 10, 12, 14, 22, 25, 33, 103, Super-Papagei 2004, 125) L - Peter Lakenmacher (36, 170) - Regine Lamster (90, 156, Eine schreckliche Bescherung) - Norbert Langer (46, 48) - Richard Lauffen (1, 6–7) - Amanda Lear (101, 106) - Sophie Lechtenbrink (116, 149) - Regina Lemnitz (97, dreiTag, 151, 188, Rätsel der Sieben, 224) - Christiane Leuchtmann (184, 197, und das versunkene Schiff, und der dreiäugige Totenkopf, 214) - Gabriele Libbach (46, 150, 152, 168, 203, 208) - Helgo Liebig (49, 66, 73–74, Stille Nacht, düstere Nacht) - Karin Lieneweg (2, 5–6, 9–11, 13, 15, 20, 22, 24–25, 28, 40, 44–45, 53, 58, 60, 63–64, 69, 71, 74, 78, 93–94, 96, 99, 103–104, 106, 113–114, 117, 125, 129–130, dreiTag, 146, Geisterlampe, 154, Der 5. Advent, 159, 161, Rätsel der Sieben, 169–170, 181, 183, Das Grab der Inka-Mumie, 187–188, und das kalte Auge, 190, 194–195, 199–200, und der dreiäugige Totenkopf, 204–205, O du finstere, und das Grab der Maya, 209, 213–214, 218, Eine schreckliche Bescherung, 221, 223, Böser die Glocken nie klingen, 225) 1 - Heinz Lieven (120, 136, 157, 175) - Manfred Liptow (43, 46, 48, 172, 216) - Susanne von Loessl (71, 127, 129) - Michael Lott (71–72, 121, 145, 170, 190, 200, 227) - Manou Lubowski (43–44, 54, 120, 170, Böser die Glocken nie klingen) - Luise Lunow (149, 174, 229) - Jan Langer (Eine schreckliche Bescherung, 218) M - Lutz Mackensy (14, 25, 38, 52, 84, 98, 168, 173, 194, 196, 213) - Tilman Madaus (60, 65, 94, 139, 170, und das kalte Auge) - Holger Mahlich (48, 54, 61–63, 66, 69–71, 74, 87, 89, 94, 99, 102, 104, 106, 110, 115–117, 125, 127–128, 132, 134, 138–139, 141, dreiTag, 143–144, 146–152, 154, 156–157, Geisterlampe, Der 5. Advent, 159, 161, 163–164, 167–169, 172, 174, 178, 180–188, und das kalte Auge, 193–194, 198, 200–201, und der dreiäugige Totenkopf, 204–206, 208, 217, 219, Böser die Glocken nie klingen, 226, 229, 234) - Leonhard Mahlich (49, 145, Geisterlampe, 154, 223) - Alexander Mettin (189, 214, Eine Schreckliche Bescherung) - Rolf Mamero (3, 8, 26) - Marion Martienzen (119, 220) - Krystian Martinek (164, House of Horrors, High Strung) - Martin May (151, Stille Nacht, düstere Nacht, 185, 210, 221, 231) - Andreas von der Meden (1, 9–11, 13, 15–17, 20, 23, 25, 28, 34–35, 40, 57, 61, 64, 78, 86, 89, 100, 107, 114, 117, Super-Papagei 2004, 125, 130, 132, 139, 147, 149–150, 157, 159, und das kalte Auge) - Enie van de Meiklokjes (106, 182, Brainwash, 194) - Nicolá Melissian (167–168) - Tobias Meister (141, dreiTag, 234) - Karl-Ulrich Meves (1–4, 8, 12, 15, 27) - Christian Mey (16, 19, 21, 98) - Tetje Mierendorf (137, 148) - Oliver Mink (9, 21, 156) - André Minninger (12, 34, 49, 53–54, 56, 61–62, 64–65, 67, 69–70, 75, 77, 98, 102, 106, 117, 127–128, 143–144, Brainwash, 147, 154, 157, 160–161, 172, 176, 180, 182, 186, 188, 200, 205, 208, 217, 219, 229, 234) 1 - Robert Missler (106, 129–130, 142–143, 167, 189, Das Grab der Inka-Mumie, und das kalte Auge, und der dreiäugige Totenkopf) - Anne Moll (78, Geisterlampe, 196, 213, 215, 225, 231) - Ivo Möller (143, und das kalte Auge, 205, 209, 211) - Sky du Mont (132, dreiTag, 150) - Dietmar Mues (74, 133) - Jona Mues (70, 116, 175, 207) - Wanja Mues (151, 225) - Woody Mues (101, 151, 164, 175, 201, 207, 229) - Pat Murphy (171, 220) N - Horst Naumann (38, 40–42, 44, dreiTag, 162, Rätsel der Sieben, 192) - Veronika Neugebauer (43–44, 65, 120) - Isabel Navarro (115, 158) - Wolfgang Noack (77, 81) - Niki Nowotny (43–44) O - Mike Olsowski (156–158, High Strung, 179) | P - Martin Paas (179, 202) - Tom Pidde (179, 219) - Hans Paetsch (39, 67, 88) - Annika Pages (56, 186) - Harald Pages (15–16, 18–19, 31, 87) - Michael Prelle (195, 224) - Svenja Pages (40–41, 189) - Simona Pahl (139, Der 5. Advent, 183, 197, und das versunkene Schiff, und der dreiäugige Totenkopf, 212) - Wolf Pahlke (125–126, 129) - Wolfgang Pampel (134, 160, 212) - Christine Pappert (136, House of Horrors, 154) - Bastian Pastewka (101, dreiTag) - Renate Pichler (5, 8, 12, 32, 85, 128, 132, dreiTag, Rätsel der Sieben, 180) - Gordon Piedesack (162, 171, 180, 182–183, 195, 213, 220, 225, 232) - Michael Poelchau (57, 59) - Ulli Potofski (153, 171) R - Neda Rahmanian (177, 200, 219) - Joachim Rake (16, 19, 21) - Mario Ramos (174, 180, und das Grab der Maya) - Wolf Rahtjen (11, 14, 44, 50, 92, 108, 110) - Beate Rysopp (175, 220) - Frank Roder (196, 224, 232) - Manfred Reddemann (89, 118, 156, 171) - Oliver Reinhard (70, 72) - Reent Reins (90, 152) - Joachim Richert (18–19, 21, 30–32, 37, 54–55, 112) - Janina Richter (61–62, 108, Der 5. Advent) - Utz Richter (34–35, 45, 54, 62, 67, 95, 125, 129, 152) - Christian Rode (25, 27, 35–36, 127, 137, 162, Stille Nacht, düstere Nacht) - Jan-David Rönfeldt (109, 118) - Antje Roosch (68, 100) - Michael von Rospatt (46–47, 49, 65, 67, 69, 157, 187) - Sascha Rotermund (130, 139–140, 152, 197) - Harry Rowohlt (118, Super-Papagei 2004, dreiTag) - Christian Rudolf (111, 128, 139, 146–147, 178, 184, 191, Eine schreckliche Bescherung, 225, 233–234) S - Marcel Saibert (197, 200) - Stephan Schad (150, 169, 173, 175–176, und der Tornadojäger, 205, Eine schreckliche Bescherung, 224–225) - Marion Gretchen Schmitz (193, 204) - Erik Schäffler (100, 125, 133, 154, 158, Rätsel der Sieben, 172, 180, 185, 192, 195, und das versunkene Schiff, 217, Eine schreckliche Bescherung, 223, Böser die Glocken nie klingen, 225, 231) - Heidi Schaffrath (17, 21, 36, 98, 111, 158, Rätsel der Sieben, 175, 202, 221) - Udo Schenk (dreiTag, 142, 173, 199–200, 203) - Rolf E. Schenker (45, 105, 136, dreiTag) - Claudia Schermutzki (42, 83, 142) - Tobias Schmidt (92, 123, dreiTag, 150, 154, 173, 178, 183, 187) - Gerrit Schmidt-Foß (dreiTag, Geisterlampe) - Rainer Schmitt (45–46, 52, 54–55, 87, 152, 173, 209, 233) - Tilo Schmitz (151, 157, 178) - Arndt Schmöle (117, 143) - Reinhilt Schneider (7, 15, 66–67, 98, High Strung, 188) - Lutz Schnell (62, 67–68) - Thomas Schüler (59–60, 76, 101) - Achim Schülke (45, 51, 63, 86, 109–110, 141–142, 144, 154, 160, 164, 171, Stille Nacht, düstere Nacht, 179, 185, 189, 194, 198, 201, 206, 212, 214, Eine schreckliche Bescherung, 222, 231) - Rüdiger Schulzki (25, 27–28, 30, 153, 165–166, 175, 182–183, 187–188, 190, 199–200, und der dreiäugige Totenkopf, 204, O du finstere, 208, 214) - Jannik Schümann (152, 193) - Elga Schütz (104, 114, 166, 175, 214) - Stephan Schwartz (151, 160, 171, und das kalte Auge, 232) - Jochen Sehrndt (38, 40) - Torsten Sense (8, 13, 138) - Ursula Sieg (61–62, 75, 176, und der dreiäugige Totenkopf) - Hans Sievers (56, 64–65, 70, 77, 108) - Klaus Sonnenschein (63, 65) - Lukas T. Sperber (133, und das kalte Auge, 215) - Traudel Sperber (109, 135, 150, 207, und das kalte Auge) - Christian Stark (60, 155, 189, 211) - Horst Stark (14–16, 22, 24, 27, 91, 152, 177, 184, 191, und das versunkene Schiff) - Malin Steffen (198, 220) - Manfred Steffen (31–32, 41, 78) - Franz-Josef Steffens (7, 22–26, 35–37, 40, 42, 83, 119) - Susanne Sternberg (121, 177) - Bernd Stephan (117, 154, Stille Nacht, düstere Nacht) - Angela Stresemann (150, 167, Rätsel der Sieben, 217, Eine schreckliche Bescherung) - Sonja Stein (167, Das Grab der Inka-Mumie, 231) - Peter Striebeck (135, 158) T - Jürgen Thormann (16, 19, 21, 26, 36, 42, 47, 99, 117, dreiTag, 142, 151, 175, 181, 186, 200, und das Grab der Maya, 221) - Anja Topf (93, 101–102, 116, 118, 175, O du finstere, 209) - Victoria Trauttmansdorff (115, 154, 208) - Gisela Trowe (9, 16, 26, 37, 39, 91, 113, 128) U - Kostja Ullmann (150, 192) - Theresa Underberg (109, 175, Das Grab der Inka-Mumie, und der Tornadojäger, 213, Eine schreckliche Bescherung) - Holger Umbreit (Brainwash, 147, 199) - Jürgen Uter (202, 204–205) V - Eric Vaessen (42–43, 55) - Hanni Vanhaiden (14, 50, 114, 175) - Rhea Harder-Vennewald (132, dreiTag, Geisterlampe, und der dreiäugige Totenkopf) - Rebecca Völz (58–59) - Wolfgang Völz (38, 47, 52, 61, 146, 175, 186) - Ursula Vogel (22–23, 27, 31, 43, 45, 102, Super-Papagei 2004) - Victoria Voncampe (74, 76) W - Siegfried Wald (22–24, 27–28, 30, 33) - Katrin Wasow (87, 113) - Pia Werfel (33, 182) - Peter Weis (115, 131, 148, 159, 168, 175, 204, und das Grab der Maya) - Saskia Weckler (109, 129, 166–167, 171, Das Grab der Inka-Mumie, und der Tornadojäger, 210) - Eva Weissmann (71, 212, 232) - Daniel Welbat (141, 165, 185, 211) - Douglas Welbat (34–35, 41, 48, 53, 55–56, 65, 96, 117, 125, dreiTag, 164, 183, und das versunkene Schiff, 209, 219, Eine schreckliche Bescherung, 232) - Monika Werner (62, 99, 161, 169, 212, 218) - Wilhelm Wieben (71, 98, 137) - Claus Wilcke (108, 179, 189, 217, Eine schreckliche Bescherung) - Werner Wilkening (193, 210) - Judy Winter (76, 99, 188, 226) - Rosemarie Wohlbauer (135, 182, 194, und das versunkene Schiff, 206, und der dreiäugige Totenkopf, 211, 225) - Joachim Wolff (5–6, 9–10, 13–15, 18, 22–24, 31–32) Z - John Wesley Zielmann (225–227) - Helmut Zierl (31–33, 212, 230) - Santiago Ziesmer (147, und das kalte Auge, 198) - Eva Zlonitzky (57–58) |

## Erscheinungsform

### Reguläre Veröffentlichungen
Die ersten 30 Folgen der Reihe erschienen parallel auf Schallplatte und als MC-Kassette. Ab Folge 31 waren die Folgen nur noch als Kassette erhältlich. Seit 2001 werden alle Folgen zusätzlich auf CD veröffentlicht, seit 2008 auch als MP3-Download angeboten. Im Zuge der Veröffentlichung des Mitratefalls House of Horrors – Haus der Angst 2011 wurde erstmals eine passende Hörspiel-App für das Apple iPhone herausgebracht. Im Oktober 2011 gab Europa bekannt, dass ab 2012 sämtliche Hörspiele nur noch auf CD produziert werden. Lediglich Die drei ??? werden aufgrund der hohen Nachfrage weiterhin auf Kassette erscheinen. Seit 1. April 2016 sind die Folgen auch bei allen Streaming-Anbietern in Deutschland abrufbar. Seit Folge 184 erscheinen neue Folgen immer parallel auf CD, Kassette, Schallplatte und als Download.
Seit 2001 veröffentlicht Europa in unregelmäßigen Abständen Fanboxen der Die drei ???. Sie enthalten jeweils chronologisch drei Folgen in einem Schuber und werden als CD und MC zum Kauf angeboten.

### Sonderauflagen
Bis 1982 produzierte Europa seine Hörspiele auf Vinyl-Schallplatten. In dieser Zeit sind 30 Folgen der drei ??? erschienen. Heute gelten die Schallplatten als beliebtes Sammlerstück und seit dem Jubiläumsfall 100 Toteninsel erscheinen in unregelmäßigen Abständen in begrenzter Stückzahl Vinyl-Sonderauflagen. Zu den Folgenjubiläen 125 Feuermond und 150 Geisterbucht sind Vinyl-Sonderauflagen veröffentlicht worden. Im Jahre 2001 erschien eine Neuauflage der Folge 1 … und der Super-Papagei in schwarzem Vinyl, in den Jahren 2019–2021 folgten die ersten 30 Folgen jeweils als 10er LP-Boxen auf Picture Vinyl. Mit der Veröffentlichung von Folge 31 (Die drei ??? und das Narbengesicht) als Picture Vinyl im Oktober 2024, werden nun im 6-Monats Rhythmus die bisher nicht als LP erschienenen Folgen veröffentlicht.
Zum Special 2010 … und der dreiTag brachte Europa ebenfalls eine Vinyl-Sonderedition heraus. Anlässlich der Tournee … und der seltsame Wecker – LIVE AND TICKING wurden Ende 2009 die Folge 12 … und der seltsame Wecker sowie im Dezember 2010 die Folge 11 … und das Gespensterschloss als Picture Vinyl veröffentlicht. Anfang 2012 erschien die Folge 13 und der lachende Schatten auf Picture Disc. Die Kurzgeschichtenbände … und die Geisterlampe und Das Rätsel der Sieben wurden ebenfalls als Picture Vinyl herausgebracht.
Neben dem heutigen alleinigen Lizenznehmer Europa wurden in den 1980er Jahren die Zweitverwertungsrechte verschiedener Folgen auch an diverse Sublizenznehmer übertragen. Bekannte Verlage der Die drei ???-Hörspiele waren Marcato, Musik-Club und Sonocord. Dabei waren die Hörspiele identisch mit den Originalaufnahmen von Europa, nur die jeweiligen Cover variierten ein wenig. Diese Sonderveröffentlichungen haben einen hohen Liebhaberwert und sind nur noch auf Flohmärkten und über Online-Auktionshäuser zu bekommen.
| … und das Riff der Haie / … und die singende Schlange      | Marcato         | MC |      |
| … und das Gespensterschloß                                 | Sonocord Vol. 1 | MC |      |
| … und der Doppelgänger                                     | Sonocord Vol. 2 | MC |      |
| … und der Fluch des Rubins                                 | Sonocord Vol. 1 | MC |      |
| … und der magische Kreis                                   | Sonocord Vol. 2 | MC |      |
| … und der Schatz der Mönche / Die sieben Tore              | Europa          | CD | 2003 |
| … und der seltsame Wecker / … und der unsichtbare Gegner   | Europa          | MC |      |
| … und der seltsame Wecker                                  | Sonocord        | MC |      |
| … und der sprechende Totenkopf / … und die silberne Spinne | Marcato         | MC |      |
| … und der Superpapagei / … und der Phantomsee              | Musik-Club      | MC |      |
| … und die flüsternde Mumie / … und das Narbengesicht       | Marcato         | MC |      |
| … und die rätselhaften Bilder                              | Sonocord        | MC |      |
| … und die Automafia / Skateboardfieber                     | Europa          | CD | 2013 |
| Fußball-Gangster / Fußballfieber                           | Europa          | CD | 2014 |
| … und der Nebelberg / Im Schatten des Giganten             | Europa          | CD | 2015 |
| Anmerkungen: 1. 2. 3. 4.                                   |                 |    |      |

## Folgenindex der Hörspiele
Aufgrund von Fan-Beschwerden über einen zu hohen Anteil von „Gewaltausdrücken“ wurden die Folge 117 Der finstere Rivale sowie die Special-Folge …und der Super-Papagei 2004 in einer entschärften Version neu aufgelegt.

### Reguläre Folgen
Für einen Vergleich der unterschiedlichen Nummerierung zwischen Hörspiel und Buch siehe Hauptartikel → Liste der Die-drei-???-Folgen.
| - 01: und der Super-Papagei (1979) - 02: und der Phantomsee (1979) - 03: und der Karpatenhund (1979) - 04: und die schwarze Katze (1979) - 05: und der Fluch des Rubins (1979) - 06: und der sprechende Totenkopf (1979) - 07: und der unheimliche Drache (1979) - 08: und der grüne Geist (1979) - 09: und die rätselhaften Bilder (1979) - 10: und die flüsternde Mumie (1980) - 11: und das Gespensterschloss (1980) - 12: und der seltsame Wecker (1980) - 13: und der lachende Schatten (1980) - 14: und das Bergmonster (1980) - 15: und der rasende Löwe (1980) - 16: und der Zauberspiegel (1980) - 17: und die gefährliche Erbschaft (1980) - 18: und die Geisterinsel (1980) - 19: und der Teufelsberg (1981) - 20: und die flammende Spur (1981) - 21: und der tanzende Teufel (1981) - 22: und der verschwundene Schatz (1981) - 23: und das Aztekenschwert (1981) - 24: und die silberne Spinne (1981) - 25: und die singende Schlange (1981) - 26: und die Silbermine (1981) - 27: und der magische Kreis (1981) - 28: und der Doppelgänger (1982) - 29: Die Originalmusik der Europa-Jugend-Serie (1982) - 30: und das Riff der Haie (1982) - 31: und das Narbengesicht (1983) - 32: und der Ameisenmensch (1983) - 33: und die bedrohte Ranch (1983) - 34: und der rote Pirat (1984) - 35: und der Höhlenmensch (1984) - 36: und der Super-Wal (1985) - 37: und der heimliche Hehler (1985) - 38: und der unsichtbare Gegner (1986) - 39: und die Perlenvögel (1986) - 40: und der Automarder (1986) - 41: und das Volk der Winde (1987) - 42: und der weinende Sarg (1987) - 43: und der höllische Werwolf (1988) - 44: und der gestohlene Preis (1988) - 45: und das Gold der Wikinger (1989) - 46: und der schrullige Millionär (1989) - 47: und der giftige Gockel (1989) - 48: und die gefährlichen Fässer (1990) - 49: und die Comic-Diebe (1990) - 50: und der verschwundene Filmstar (1990) - 51: und der riskante Ritt (1990) - 52: und die Musikpiraten (1990) - 53: und die Automafia (1991) - 54: Gefahr im Verzug (1991) - 55: Gekaufte Spieler (1991) - 56: Angriff der Computer-Viren (1992) - 57: Tatort Zirkus (1994) - 58: und der verrückte Maler (1994) - 59: Giftiges Wasser (1994) - 60: Dopingmixer (1994) - 61: und die Rache des Tigers (1995) - 62: Spuk im Hotel (1995) - 63: Fußball-Gangster (1995) - 64: Geisterstadt (1995) - 65: Diamantenschmuggel (1995) - 66: und die Schattenmänner (1995) - 67: und das Geheimnis der Särge (1996) - 68: und der Schatz im Bergsee (1996) - 69: Späte Rache (1996) - 70: Schüsse aus dem Dunkel (1996) - 71: Die verschwundene Seglerin (1996) - 72: Dreckiger Deal (1996) - 73: Poltergeist (1997) - 74: und das brennende Schwert (1997) - 75: Die Spur des Raben (1997) - 76: Stimmen aus dem Nichts (1997) - 77: Pistenteufel (1997) - 78: Das leere Grab (1998) - 79: Im Bann des Voodoo (1998) - 80: Geheimakte Ufo (1998) - 81: Verdeckte Fouls (1998) | - 82: Die Karten des Bösen (1998) - 83: Meuterei auf hoher See (1999) - 84: Musik des Teufels (1999) - 85: Feuerturm (1999) - 86: Nacht in Angst (1999) - 87: Wolfsgesicht (1999) - 88: Vampir im Internet (1999) - 89: Tödliche Spur (2000) - 90: Der Feuerteufel (2000) - 91: Labyrinth der Götter (2000) - 92: Todesflug (2000) - 93: und das Geisterschiff (2000) - 94: Das schwarze Monster (2000) - 95: Botschaft von Geisterhand (2001) - 96: und der rote Rächer (2001) - 97: Insektenstachel (2001) - 98: Tal des Schreckens (2001) - 99: Rufmord (2001) - 100: Toteninsel (2001) - A – Das Rätsel der Sphinx - B – Das vergessene Volk - C – Der Fluch der Gräber - 101: und das Hexen-Handy (2001) - 102: Doppelte Täuschung (2002) - 103: Das Erbe des Meisterdiebes (2002) - 104: Gift per E-Mail (2002) - 105: und der Nebelberg (2002) - 106: Der Mann ohne Kopf (2002) - 107: und der Schatz der Mönche (2003) - 108: Die sieben Tore (2003) - 109: Gefährliches Quiz (2003) - 110: Panik im Park (2003) - 111: Die Höhle des Grauens (2003) - 112: Schlucht der Dämonen (2003) - 113: Das Auge des Drachen (2003) - 114: Die Villa der Toten (2004) - 115: Auf tödlichem Kurs (2004) - 116: Codename: Cobra (2004) - 117: Der finstere Rivale (2004) - 118: Das düstere Vermächtnis (2004) - 119: Der geheime Schlüssel (2004) - 120: Der schwarze Skorpion (2005) - 121: Spur ins Nichts (2008) - 122: und der Geisterzug (2008) - 123: Fußballfieber (2008) - 124: Geister-Canyon (2008) - 125: Feuermond (2008) - A – Das Rätsel der Meister - B – Der Pfad der Täuschung - C – Die Nacht der Schatten - 126: Schrecken aus dem Moor (2008) - 127: Schwarze Madonna (2008) - 128: Schatten über Hollywood (2009) - 129: SMS aus dem Grab (2009) - 130: Der Fluch des Drachen (2009) - 131: Haus des Schreckens (2009) - 132: Spuk im Netz (2009) - 133: Fels der Dämonen (2009) - 134: Der tote Mönch (2009) - 135: Fluch des Piraten (2009) - 136: und das versunkene Dorf (2010) - 137: Pfad der Angst (2010) - 138: Die geheime Treppe (2010) - 139: Das Geheimnis der Diva (2010) - 140: Stadt der Vampire (2010) - 141: und die Fußball-Falle (2010) - 142: Tödliches Eis (2010) - 143: und die Poker-Hölle (2010) - 144: Zwillinge der Finsternis (2011) - 145: und die Rache der Samurai (2011) - 146: Der Biss der Bestie (2011) - 147: Grusel auf Campbell-Castle (2011) - 148: und die feurige Flut (2011) - 149: Der namenlose Gegner (2011) - 150: Geisterbucht (2011) - A – Rashuras Schatz - B – Flammendes Wasser - C – Der brennende Kristall - 151: Schwarze Sonne (2012) - 152: Skateboardfieber (2012) | - 153: und das Fußballphantom (2012) - 154: Botschaft aus der Unterwelt (2012) - 155: und der Meister des Todes (2012) - 156: Im Netz des Drachen (2012) - 157: Im Zeichen der Schlangen (2012) - 158: und der Feuergeist (2012) - 159: Nacht der Tiger (2013) - 160: Geheimnisvolle Botschaften (2013) - 161: Die blutenden Bilder (2013) - 162: und der schreiende Nebel (2013) - 163: und der verschollene Pilot (2013) - 164: Fußball-Teufel (2013) - 165: Im Schatten des Giganten (2013) - 166: und die brennende Stadt (2014) - 167: und das blaue Biest (2014) - 168: GPS-Gangster (2014) - 169: Die Spur des Spielers (2014) - 170: Straße des Grauens (2014) - 171: und das Phantom aus dem Meer (2014) - 172: und der Eisenmann (2014) - 173: Dämon der Rache (2015) - 174: und das Tuch der Toten (2015) - 175: Schattenwelt (2015) - A – Teuflisches Duell - B – Angriff in der Nacht - C – Die dunkle Macht - 176: und der gestohlene Sieg (2015) - 177: Der Geist des Goldgräbers (2015) - 178: Der gefiederte Schrecken (2015) - 179: Die Rache des Untoten (2016) - 180: und die flüsternden Puppen (2016) - 181: Das Kabinett des Zauberers (2016) - 182: Im Haus des Henkers (2016) - 183: und der letzte Song (2016) - 184: und der Hexengarten (2016) - 185: und der Mann ohne Augen (2017) - 186: Insel des Vergessens (2017) - 187: und das silberne Amulett (2017) - 188: Signale aus dem Jenseits (2017) - 189: und der unsichtbare Passagier (2017) - 190: und die Kammer der Rätsel (2017) - 191: Verbrechen im Nichts (2018) - 192: Im Bann des Drachen (2018) - 193: Schrecken aus der Tiefe (2018) - 194: und die Zeitreisende (2018) - 195: Im Reich der Ungeheuer (2018) - 196: Geheimnis des Bauchredners (2018) - 197: Im Auge des Sturms (2019) - 198: Die Legende der Gaukler (2019) - 199: und der grüne Kobold (2019) - 200: Feuriges Auge (2019) - A – Der verschwundene Detektiv - B – Die silberne Hand - C – Der Tempel der Gerechtigkeit - 201: Höhenangst (2019) - 202: Das weiße Grab (2019) - 203: Tauchgang ins Ungewisse (2020) - 204: Der dunkle Wächter (2020) - 205: Das rätselhafte Erbe (2020) - 206: und der Mottenmann (2020) - 207: Die falschen Detektive (2020) - 208: Kelch des Schicksals (2021) - 209: Kreaturen der Nacht (2021) - 210: und die schweigende Grotte (2021) - 211: und der Jadekönig (2021) - 212: und der weiße Leopard (2021) - 213: Der Fluch der Medusa (2021) - 214: und der Geisterbunker (2022) - 215: und die verlorene Zeit (2022) - 216: Die Schwingen des Unheils (2022) - 217: und der Kristallschädel (2022) - 218: Im Netz der Lügen (2022) - 219: und die Teufelsklippe (2022) - 220: Im Wald der Gefahren (2023) - 221: Manuskript des Satans (2023) - 222: und die Gesetzlosen (2023) - 223: … und der Knochenmann (2023) - 224: Die Yacht des Verrats (2023) - 225: und der Puppenmacher (2024) - 226: Die Spur der Toten (2024) - 227: Melodie der Rache (2024) - 228: Der Ruf der Krähen (2024) - 229: Drehbuch der Täuschung (2024) - 230: Der Tag der Toten (2024) - 231: und der Dreiäugige Schakal (2025) - 232: Die Stadt aus Gold (2025) - 233: Die Nacht der Gewitter (2025) - 234: Der lebende Tresor (2025) |
| Anmerkungen: 1. 2. 3. 4. 5. 6. | | |

### Special-Folgen
| - Top Secret Edition: Im Jahre 2010 erwarb der Franckh-Kosmos Verlag die Lizenz für drei bislang unveröffentlichte Romane der US-amerikanischen Autoren Peter Lerangis, G. H. Stone und Megan und H. William Stine, die aufgrund der Einstellung der US-amerikanischen The Three Investigators Crimebusters-Serie 1991 nie veröffentlicht wurden. 2011 erschienen sie im deutschsprachigen Raum als Sonderedition in einer Top Secret Edition. - Brainwash – Gefangene Gedanken: Umsetzung der Romanvorlage des US-Autors Peter Lerangis aus dem Jahre 1989. Anders als in den bisherigen Folgen wurde diesmal auf einen Erzähler verzichtet. Verwendung fand jedoch die bis zur Folge 124 eingesetzte alte Titelmelodie. Die Folge erschien am 8. April 2011. - House of Horrors – Haus der Angst: Vertonung des Mitratefalls der US-Autoren Megan und H. William Stine aus dem Jahre 1986. Erstmals hat der Hörer die Möglichkeit mitzuentscheiden, wie der Fall jeweils weiter gehen soll. Auch hier wird auf den klassischen Erzählerpart von Thomas Fritsch verzichtet und stattdessen auf die Off-Stimme von Claudia Stocksieker zurückgegriffen. Auch die Titelmusik bis Folge 124 wird wieder verwendet. Da die Romanvorlage aus der Sicht des Lesers erzählt wird und dies im Hörspiel nicht möglich ist, wurde die Figur Tony erfunden, die mit den drei ??? ermittelt. Neben der Veröffentlichung auf einer Doppel-CD gibt es auch eine interaktive Hörspiel-App für das Apple iPhone. Die Folge erschien am 19. August 2011. - High Strung – Unter Hochspannung: Adaption der Romanvorlage von G. H. Stone aus dem Jahre 1990. Auch hier wurde wieder auf den klassischen Erzähler verzichtet und die bekannte Titelmelodie bis Folge 124 verwendet. Das Hörspiel erschien am 11. November 2011. - Kurzgeschichten: Dies sind Hörspiel-Adaptionen von verschiedenen zuvor in Buchform erschienenen Kurzgeschichten. Dabei handelt es sich meist um eine Sammlung von klassischen Fällen, aber auch Fällen, bei denen erzählerische Tabus gebrochen werden. Die Kurzgeschichten haben eine Länge von je 10–30 Minuten. - … und die Geisterlampe: Die Fälle wurden als halber Adventskalender im Dezember 2011 zum kostenpflichtigen Download angeboten. Alle zwei Tage wurde ein neues Hörspiel freigeschaltet. Bei den Folgen Verschwörung auf der Eagle Ranch, Der graue Dämon und Manches verlernt man nie handelt es sich um Lesungen von Andreas Fröhlich, Jens Wawrczeck und Oliver Rohrbeck. Im September 2012 sind zudem die Folgen auf CD und MC erschienen. - … und die Geisterlampe erzählt von Kari Erlhoff (2. Dezember 2011) - Dunkle Vergangenheit erzählt von Marco Sonnleitner (4. Dezember 2011) - Entführt erzählt von Marco Sonnleitner (6. Dezember 2011) - Verschwörung auf der Eagle Ranch erzählt von Hendrik Buchna (8. Dezember 2011) - SOS erzählt von Marco Sonnleitner (10. Dezember 2011) - Der graue Dämon erzählt von Hendrik Buchna (12. Dezember 2011) - Das Lehrstück erzählt von Kari Erlhoff (14. Dezember 2011) - Das Rätsel der schwarzen Nadel erzählt von Hendrik Buchna (16. Dezember 2011) - Der verschwundene Superstar erzählt von Kari Erlhoff (18. Dezember 2011) - Manches verlernt man nie erzählt von Marco Sonnleitner (20. Dezember 2011) - Psychomoon erzählt von Kari Erlhoff (22. Dezember 2011) - Jagd auf den Weihnachtsmann erzählt von Hendrik Buchna (24. Dezember 2011) - Das Rätsel der Sieben: Vertonung von sieben Kurzgeschichten, bei denen die Zahl sieben eine zentrale Rolle spielt. Das Hörspiel erschien am 21. Februar 2014, die Romanvorlage existiert bereits seit 2012. - Der siebte Gast erzählt von André Minninger - Bis um sieben zurück erzählt von Kari Erlhoff - Bobs schwerste Stunde erzählt von Hendrik Buchna - Die rote Sieben erzählt von Marco Sonnleitner - Schutzgeld erzählt von Ben Nevis - Die siebte Frau des Leuchters erzählt von Christoph Dittert - Die verschwundene Torte erzählt von André Marx - … und der Zeitgeist (CD/MC): Vertonung von sechs Kurzgeschichten. Das Hörspiel erschien am 4. März 2016. - Immer und immer wieder erzählt von Hendrik Buchna - Der Raub der Zehntausend erzählt von Marco Sonnleitner - Der verschwundene Zeitgeist erzählt von André Minninger - Leaving Nineteen Sixty-four erzählt von Ben Nevis - Rückwärtsgang erzählt von André Marx - Zeit der Opfer, Zeit der Wunder erzählt von Christoph Dittert und Kari Erlhoff - … und der schwarze Tag: Vertonung von sechs Kurzgeschichten. Das Hörspiel erschien am 26. Oktober 2018. - Das schwarze Verlies erzählt von Ben Nevis - Schwarze Seelen erzählt von André Minniger - Ein schwarzer Tag für Mr. Kingstone erzählt von Christoph Dittert, nach einer Idee von Christoph Dittert und Martin Sturm - Wer hat Angst vorm schwarzen Mann erzählt von Marco Sonnleitner - Die schwarze PhantOma erzählt von Kari Erlhoff - Das schwarze Nest erzählt von Hendrik Buchna - Adventskalender - … und der 5. Advent: Zur Adventszeit 2012 wurde eine Adventsfolge in 24 Teilen vom Autor André Minninger veröffentlicht und täglich ein neuer Teil des Hörspiels als Download freigeschaltet. Parallel erschien die entsprechende Buchausgabe als E-Book beim Kosmos-Verlag. Seit September bzw. Oktober 2013 ist die Folge auch als Buch bzw. auf CD und MC erhältlich. - Stille Nacht, düstere Nacht: Adventsfolge in 24 Teilen, veröffentlicht 2015. - O du finstere: Adventsfolge in 24 Teilen, veröffentlicht 2020. - Eine schreckliche Bescherung: Adventsfolge in 24 Teilen, veröffentlicht 2022. - Böser die Glocken nie klingen: Adventsfolge in 24 Teilen, veröffentlicht 2023. - Immersive Planetariums-Hörspiele: Mittels der SpatialSound Wave-Technologie des Fraunhofer-Institut für Digitale Medientechnologie wurde vom Label Europa in Kooperation mit der Produktionsfirma HO3RRAUM Media so genannte immersive in einer 3D Surround-Sound-Version Hörspiele produziert. Bei der ersten Staffel handelt sich um eine Umsetzung von drei Midi-Bänden, die bereits 2013 im Kosmos-Verlag erschienen sind. Jede Folge wurde ab 2014 aufeinanderfolgend drei Monate lang im Planetarium Hamburg präsentiert, anschließend spielten verschiedene Planetarien in Deutschland die Folgen. In einer zweiten Staffel wurden ab 2017 drei weitere Geschichten neu vertont und in Planetarien vorgeführt, die auf bereits vorher erschienenen Romanen und einer Graphic Novel basieren. Ab 2017 erschien die erste, ab 2019 die zweite Staffel und ab 2020 die dritte Staffel in einer Stereofassung auch auf CD. - 1. Staffel (ab 2014 in Planetarien vorgeführt, ab 2017 in Stereofassung erschienen) - Das Grab der Inka-Mumie erzählt von Christoph Dittert - … und der Tornadojäger erzählt von Christoph Dittert - … und das kalte Auge erzählt von Christoph Dittert - 2. Staffel (ab 2017 in Planetarien vorgeführt, ab 2019 in Stereofassung erschienen) - … und die schwarze Katze (neue Hörspielfassung) erzählt von William Arden - … und das versunkene Schiff erzählt von André Marx - … und der dreiäugige Totenkopf erzählt von Ivar Leon Menger und John Beckmann - 3. Staffel (ab 2020 in Planetarien vorgeführt und als Stereofassung erschienen) - … und das Grab der Maya erzählt von André Marx - Live-Tourneen - Master of Chess – Live & Unplugged (auch als DVD): Ein Audio-Mitschnitt des Auftritts vom September 2002 in Berlin wurde als Album veröffentlicht. Die Edition enthält außerdem Outtakes von verpatzten Live-Auftritten während der Tour. Die Aufführung in der Halle Münsterland im Frühjahr 2003 wurde als Video mitgeschnitten, das wegen eines laufenden Lizenzstreits erst im Oktober 2008 veröffentlicht werden konnte. Der Video-Mitschnitt ist in zwei Editionen erschienen. Als Limited Edition enthält sie zusätzlich eine Making-of-DVD und ein Tour-Tagebuch, das die Produktmanagerin Corinna Wodrich führte. - … und der Super-Papagei 2004 Live (nur als DVD): Anlässlich des 25-jährigen Jubiläums der Hörspielserie wurde einmalig in der Color Line Arena in Hamburg im Oktober 2004 eine verlängerte Bühnenfassung der ersten Hörspielfolge … und der Super-Papagei der drei ??? präsentiert. Die Aufführung wurde als Video-Mitschnitt auf DVD veröffentlicht. Die DVD enthält zusätzlich ein Kurzfilm über 25 Jahre die drei ???, ein Making-Of der Veranstaltung und einen Clip mit der Verleihung von goldenen Schallplatten an die Verantwortlichen der Hörspielproduktion. - … und der seltsame Wecker 2009 – Live and Ticking (auch als DVD/BD): Während der Live-Tour 2009/2010 konnte nach jedem Auftritt ein Audio-Mitschnitt vom Abend als MP3-Download oder auf USB-Stick erworben werden. Die Aufführung in der Color Line Arena Hamburg am 31. Oktober 2009 wurde als Video-Mitschnitt auf DVD und Blu-ray veröffentlicht. - Worte nur Worte von Andreas Fröhlich und Jens Wawrczeck: In Anlehnung an den Karaoke-Auftritt von Peter und Bob mit dem Lied Worte, nur Worte bei der Live-Tour … und der seltsame Wecker 2009 – Live and Ticking wurde die Coverversion des Liebesduetts vom italienischen Komponisten Gianni Ferrio als Musik Single-CD veröffentlicht. - Phonophobia – Sinfonie der Angst (auch als DVD/BD): Auch bei dieser Live-Tour 2014 konnten Audio-Mitschnitte der jeweiligen Show erworben werden. Die Show vom 27. März 2014 in der Lanxess Arena in Köln erschien zudem als Live-Mitschnitt auf DVD und Blu-ray. - … und der dunkle Taipan: Ähnlich wie bei den vorangegangenen Tourneen sind alle Auftritte im Anschluss auch als Audio-Mitschnitt verfügbar. Bei dieser Tournee wurde jedoch auf eine Veröffentlichung auf USB-Sticks verzichtet, stattdessen sind die Mitschnitte jeweils 24 Stunden nach dem Termin bei Apple Music zum Streaming und bei iTunes zum Download verfügbar. - Weitere Specials - Rocky Beach Radio Show: Dies ist kein eigentliches Hörspiel, sondern eine von Sascha Gutzeit separat komponierte Musik aus dem Jahre 1999. Die insgesamt vier Songs über die drei Detektive wurden durch ein Kurzhörspiel, von Gutzeit selber geschrieben, miteinander verbunden, um dem Ganzen eine Rahmenhandlung zu geben. Das Special ist nicht mehr erhältlich. - … und das Museum (nur als DVD): Multimedia-DVD eines interaktiven, computeranimierten Films von ???-Fan Jörg Hennek. Anfangs nur als Geburtstagsgeschenk gedacht, entstand eine virtuelle Museumsführung mit Hörspielausschnitten der ersten 100 Fälle, die am 16. September 2002 als DVD veröffentlicht worden ist. Sie umfasst Audiokommentare von Oliver Rohrbeck und Heikedine Körting, Videos, Sprecherinformationen, Interviews und Lesungen aus verschiedenen ???-Büchern. Die DVD wird nicht mehr produziert. - … und der Super-Papagei 2004: Dies ist eine im Umfang erweiterte Neufassung der ersten produzierte Hörspielfolge, die unter Mitwirkung von nahezu allen Originalsprechern im Studio neu aufgenommen und als Doppel-CD veröffentlicht wurde. Die Folge unterscheidet sich dabei in einigen Details von der Live-Aufführung des gleichen Hörspiels im selben Jahr. - … und der dreiTag: Es handelt sich hierbei um eine dreiteilige Special-Folge, in der eine Geschichte an einem Tag jeweils drei unterschiedliche Verläufe nimmt. Jede Folge ist auf die Eigenschaften eines der drei Detektive ausgerichtet und nimmt dementsprechend einen anderen Verlauf: Justus (1. Teil), Bob (2. Teil) und Peter (3. Teil). Die Skripte wurden von den Autoren Hendrik Buchna, Tim Wenderoth und Ivar Leon Menger verfasst, die je einen Teil geschrieben haben. Erstmals wird zuerst das Hörspiel veröffentlicht, bevor die passende Buchadaption erhältlich ist. Ursprünglich als Special-Folge für DiE DR3i konzipiert, wurde diese Folge am 1. Oktober 2010 veröffentlicht. - Fan-Hörspiele und inoffizielle Specials - Lauscherlounge on Tour – Der Karpatenhund 2006: Oliver Rohrbeck hat auf der Lauscherlounge-Tour 2006 eine Neuaufnahme des Klassikers … und der Karpatenhund gemacht. In sieben Städten wurde die Folge aus dem Jahre 1979 zusammen mit Fans neu eingesprochen und musikalisch untermalt. Das Hörspiel ist kostenlos als MP3-Download verfügbar. - … und der Spuk von Welbeck Abbey: Kostenloses Live-Hörspiel, welches auf einer Record Release Party der Lauscherlounge in Berlin und Hamburg 2009 unter der Regie von Oliver Rohrbeck und nach einem Skript von Katrin Wiegand aufgenommen worden ist. Alle Rollen sind mit Sprechern aus dem Publikum besetzt worden. - … und die geheimen Steine: Nach jeder Record Release Party zur Veröffentlichung einer neuen ???-Folge wird ein neuer Teil des Endlos-Fan-Hörspiels zusammen mit Oliver Rohrbeck eingesprochen. Das Hörspielskript beruht auf einer Idee von Katrin Wiegand und ist kostenlos als MP3-Download verfügbar. - Jupiter vs. Justus – Die Dr3i geben auf: Kostenloses Mini-Hörspiel über das Ende der Hörspielserie DiE DR3i mit Oliver Rohrbeck in einer Doppelrolle und nach einem Skript von Katrin Wiegand. - Die drei ??? im Kosmos: Im Anschluss an die Record Release Party zum ???-Special … und der dreiTag, im ehemaligen Berliner Kino Kosmos, wurde am 26. September 2010 von Oliver Rohrbeck, Jens Wawrczeck und Andreas Fröhlich ein Die drei ???-Kurzhörspiel live aufgeführt. Die Skriptidee stammt von Katrin Wiegand und kann als Live-Hörspiel kostenlos angesehen werden. |

## Fremdsprachige Hörspiele

### Großbritannien
Im Jahre 1984 veröffentlichte das britische Unternehmen Rainbow Communications Ltd. zwei Hörspiele unter dem Titel The Three Investigators auf Kassette. Für die Produktion, die nach den beiden Hörspielen wieder eingestellt wurde, zeichnete Edward Kelsey verantwortlich.
| Nr. | deutscher Titel             | englischer Titel                     | Jahr |
| --- | --------------------------- | ------------------------------------ | ---- |
| 1   | … und das Gespensterschloss | Secret of Terror Castle              | 1984 |
| 2   | … und der Super-Papagei     | The Mystery of the Stuttering Parrot | 1984 |

### Schweiz
Von 1989 bis 1992 erschienen acht Hörspiele in schweizerdeutscher Dialektfassung unter dem Titel Die 3 ??? als Audiokassette. Für die Produktion zeichnete Hans Gmür verantwortlich, die Folgen wurden vom schweizerischen Label Tudor veröffentlicht. Hierbei handelt es sich um eigenständige Produktionen, die nichts mit den Dialogbüchern von Europa gemein haben. Zudem wurde der Name des 1. Detektivs Justus in James geändert. Als Folgen-Cover dienten die passenden Illustrationen der deutschsprachigen Buchauflage von Aiga Rasch. Im Jahre 2000 erschien eine Neuauflage der Folgen. Die Serie ist aus rechtlichen Gründen nur in der Schweiz erhältlich.
Stammbesetzung: Patrique Sieber (James Jonas in Folge 1–6), Stephan Schatzmann (James Jonas in Folge 7–8), Daniel Fehr (Peter Shaw), Manuel Zeberli (Bob Andrews), Nicolai Mylanek (Chauffeur Morton), Hans Gmür (Erzähler), Vincenzo Biagi (Alfred Hitchcock) und Hans Kern (Kommissar Reynolds).
| Nr. | deutscher Titel              | Jahr |
| --- | ---------------------------- | ---- |
| 1   | … und das Gespensterschloss  | 1989 |
| 2   | … und das Riff der Haie      | 1989 |
| 3   | … und der rasende Löwe       | 1991 |
| 4   | … und der Super-Papagei      | 1991 |
| 5   | … und der Ameisen-Mensch     | 1991 |
| 6   | … und der unheimliche Drache | 1991 |
| 7   | … und die flammende Spur     | 1992 |
| 8   | … und der magische Kreis     | 1992 |

## Film-Hörspiele
Zu den drei Verfilmungen sind Film-Hörspiele veröffentlicht worden. Diese Ausgaben sind eigenständige Produktionen und können nicht mit den Europa-Hörspielen von Heikedine Körting verglichen werden. Als Grundlage dient hierbei die Tonspur des Films, die mit einem Erzähler ergänzt worden ist. Sprecher der ersten beiden Hörspiele sind Jannik Schümann (Justus Jonas), Yoshij Grimm (Peter Shaw) und David Wittmann (Bob Andrews), die auch für die Serie Die drei ??? Kids sprechen.
| Film-Titel                     | Roman-Vorlage               | Jahr | Label  |
| ------------------------------ | --------------------------- | ---- | ------ |
| Das Geheimnis der Geisterinsel | … und die Geisterinsel      | 2007 | USM    |
| Das verfluchte Schloss         | … und das Gespensterschloss | 2009 | Europa |
| Erbe des Drachen               | –                           | 2023 | Europa |

## Hörspielmusik

### Komponisten
| Jahre               | Komponist / Band                                        |
| ------------------- | ------------------------------------------------------- |
| 1978                | Manfred Rürup / Release Music Orchestra                 |
| 1979–1983           | Carsten Bohn / Carsten Bohn’s Bandstand                 |
| 1979–1987           | Wilford L. Holcombe / The London Philharmonic Orchestra |
| 1985–1990           | Manuel Backert                                          |
| 1985–1990           | Detlef Kuntke                                           |
| 1986–1989           | Ilka Spieß                                              |
| 1989–1995 seit 2014 | Jan-Friedrich Conrad                                    |
| 1990–1996           | Uwe Carstens                                            |
| 1994–2002           | Andris Zeiberts                                         |
| 1996                | Constantin Stahlberg                                    |
| seit 1997           | Jens-Peter Morgenstern                                  |
| 2008                | Simon Bertling & Christian Hagitte (STIL)               |
| 2010                | Michael Berg & Szina Pätzold                            |

### Die Klassiker
Mit den Klassikern sind die Folgen 1–39 gemeint, die einen besonderen Kultstatus genießen. Zu Beginn hatte die Serie keine einheitliche Titelmelodie. Der Komponist Carsten Bohn produzierte Synthesizer-Klänge, die als Einstiegsmelodie dienten (insbesondere die Stücke Perry Rhodan, Teil 1 und Die Arnoldskinder reißen aus, Teil 1).
Die Musikstücke Bohns wurden größtenteils unter dem von Miller International geschaffenen Pseudonym Bert Brac veröffentlicht. Darunter fiel auch Manfred Rürup, der 1978 mit Mitgliedern des Release Music Orchestra und Carsten Bohn’s Bandstand einige Hörspielmusiken für Europa einspielte. Da es sich dabei größtenteils um Zwischenstücke handelt, trugen diese keine Titel und konnten erst spät Rürup zugeordnet werden. Weitere geschaffene Sammelpseudonyme bei den Die drei ???-Hörspielen sind Ralph Bonda, Phil Moss, Betty George, Tonstudio Europa und BMG Ariola-Miller Studiobetriebe. Mitte der 1990er Jahre entschloss sich Europa, keine Pseudonyme mehr zu verwenden, sondern die korrekten Musikernamen in den Hörspielen zu nennen. Die Pseudonyme Betty George und Tonstudio Europa werden jedoch nach wie vor verwendet.
Ein weiteres Merkmal sind die Musiken in klassischer Instrumentierung, die Orchestermusiken. Um 1977 ließ der Mitbegründer des Labels Europa Andreas Beurmann Musiken speziell für die Europa-Hörspielproduktionen einspielen. Neben Musik-Einspielungen von Chris Evans wurden Kompositionen vom London Philharmonic Orchestra unter anderem mit Ernst Bötticher aufgenommen. Für einige Stücke haben sich bekannte Vorlagen gefunden, zum Beispiel aus der Grand-Canyon-Suite von Grofé oder aus Le sacre du printemps von Igor Strawinsky. Auch der Musiker Peter Heidrich steuerte mit seinem Kammermusik-Ensemble eigene Stücke und Arrangements von Traditionals bei.
Aufgrund eines von 1986 bis 2008 geführten Rechtsstreits (siehe unten) über die Tantiemenvergütung zwischen dem Komponisten Carsten Bohn und der damaligen Produktionsfirma Miller International mussten Bohns Musiken durch neue ersetzt werden. Bis 1991 wurden Übergangsmusikstücke diverser nicht namentlich bekannter Komponisten verwendet. Die Kompositionen von Manfred Rürup sind nicht Bestandteil des Rechtsstreits und werden weiterhin unter Pseudonym eingesetzt. Im Jahre 1996 wurden die Folgen 1–39 neu aufgelegt und mit den Musiken der Komponisten Andris Zeiberts, Jan-Friedrich Conrad und Constantin Stahlberg unterlegt. Zudem werden weiterhin die Kompositionen der Musiker Detlef Kuntke, Manuel Backert, Gerd Bessler, Ernst Bötticher, Peter Heidrich und Ilona Spiess in den Hörspielproduktionen verwendet, die seit den 1980er Jahren für Europa tätig sind.
Neben der neuen musikalischen Untermalung wurden in den ersten 45 Folgen auch einige Textpassagen gekürzt oder von anderen Sprechern neu eingesprochen, ferner wurden zusätzliche Geräuscheffekte hinzugefügt. Die Hörspiele der alten Abmischungen haben trotz hoher Auflagenzahl einen gewissen Liebhaberwert.

### Rechtsstreit
Mit Teilurteil von 1991 bejahte das Landgericht Hamburg, 1995 bestätigt durch das Oberlandesgericht, einen Anspruch der GEMA gegen BMG Ariola Miller auf Unterlassung der Verwendung der Musik von Carsten Bohn und auf Auskunftserteilung. Daraufhin klagte BMG Ariola Miller 1992 gegen Bohn auf Freistellung von etwaigen Zahlungsansprüchen der GEMA, weil Bohn vertraglich zugesagt habe, nur GEMA-freie Musik zu liefern. In dem GEMA-Verfahren verurteilte das Landgericht mit Schlussurteil von 1998, 2004 ebenfalls vom Oberlandesgericht bestätigt, BMG Ariola Miller zur Zahlung von knapp 10 Millionen DM an die GEMA. In dem Verfahren gegen Bohn wurde dieser schließlich 2008 vom Oberlandesgericht verurteilt, über 6 Millionen Euro an BMG Ariola Miller zu zahlen.

### Die Neuzeit
Seit der Folge 50 wird die Musik größtenteils von den Komponisten Jan-Friedrich Conrad, Constantin Stahlberg und Andris Zeiberts beigesteuert. Ab Folge 77 Pistenteufel reihte sich Jens-Peter Morgenstern als neuer Hörspielmusikkomponist ein. Zudem bieten Conrad und Morgenstern auf ihrer Homepage die Soundtracks zum Kauf an.
Die Folgen 40–49, die zunächst durch eine andere Titelmelodie aufgefallen sind, wurden ebenfalls neu abgemischt, sodass nun alle Folgen von 1 bis 124 die identische Titelmelodie aus der Feder von Jan-Friedrich Conrad haben.
Mit der Folge 125 Feuermond wurde eine neue Titelmelodie eingeführt, komponiert und produziert von Christian Hagitte und Simon Bertling, die auch unter dem Namen STIL bekannt sind. Das Berliner Filmorchester (Geigen) und die Band Radiopilot spielten die Melodien ein.
In den Folgen 139 Das Geheimnis der Diva und 141 … und die Fußball-Falle wurden Kompositionen der Künstler Michael Berg & Szina verwendet, die einst für die Musiken der eingestellten Serie DiE DR3i zuständig waren.
Seit Folge 170 wird die Titelmelodie in einigen Folgen nicht ausgespielt, sondern ausgeblendet. In Folge 180 … und die flüsternden Puppen wurde die Titelmelodie erstmals nicht am Ende erneut gespielt. Ab Folge 181 wurde eine neue Abschlussmelodie eingeführt, die Titelmelodie blieb dieselbe.

### Gast-Musiken
- In der Folge 79 Im Bann des Voodoo waren die Musiker der Hamburger Hip-Hop-Band Fettes Brot mit Gastsprecherrollen beteiligt und steuerten auch das etwa einminütige Lied Mehr Schein als Sein bei. Zuvor hatten sie schon in der Folge 76 Stimmen aus dem Nichts einen kurzen Gastauftritt als Sprecher eines Anrufbeantworters. Auf ihrem im Jahre 1998 erschienenen Album Fettes Brot lässt grüssen haben sie im Gegenzug ein Mini-Hörspiel mit den Die drei ???-Sprechern als Intro aufnehmen lassen.
- Für die Folge 106 Der Mann ohne Kopf steuerte die Band Echt den Song The Beat Is For You bei. In derselben Folge wurde auch das Stück Devil-Dancer von Amanda Lear verwendet.

## Live-Veranstaltungen

### Übersicht
| Bühnenshows | Bühnenshows                                  | Bühnenshows                       | Bühnenshows    | Bühnenshows        |
| Jahr        | Titel                                        | Skript / Romanvorlage             | Regie          | Auftritte / Städte |
| ----------- | -------------------------------------------- | --------------------------------- | -------------- | ------------------ |
| 2002–2003   | Master of Chess – Live & Unplugged           | Stefanie Burkart                  | Holger Mahlich | 60 / 40            |
| 2004        | … und der Super-Papagei 2004 – Live          | André Minninger / Robert Arthur   | Holger Mahlich | 1 / 1              |
| 2009–2010   | … und der seltsame Wecker – Live and Ticking | Kai Schwind / Robert Arthur       | Kai Schwind    | 20 / 18            |
| 2014–2015   | Phonophobia – Sinfonie der Angst             | Kai Schwind / Kari Erlhoff        | Kai Schwind    | 35 / 23            |
| 2019–2022   | … und der dunkle Taipan                      | Andreas Fröhlich / Hendrik Buchna | Kai Schwind    | 38 / 19            |

### Master of Chess – Live & Unplugged
Als Reaktion auf zahlreiche Hörerwünsche, bei einer Hörspielproduktion zusehen zu dürfen, entstand die Tourneeproduktion Master of Chess – Live & Unplugged (MOC), die im Herbst/Winter 2002 durch Deutschland tourte. Die Geschichte wurde von Stefanie Burkart geschrieben, die Dialogbearbeitung übernahm Andreas Fröhlich. Master of Chess basiert im Gegensatz zu den Hörspielen nicht auf einer Bucherzählung. Die Bühnenregie führte Holger Mahlich, der in den Hörspielen regelmäßig der Figur des Inspektor Cotta seine Stimme verleiht. Die meisten Geräusche während der Aufführung wurden von dem Geräuschemacher Peter Klinkenberg live auf der Bühne erzeugt. Im Gegensatz zum Hörspiel übernahm Helmut Krauss die Erzählerrolle von Thomas Fritsch. Die Produktion tendiert zu einer Parodie der Macher auf ihre eigene Serie, da die Charakterzüge von Justus, Peter und Bob stark überzeichnet auf den Punkt gebracht werden. Da die Aufführungen großen Anklang fanden, wurde die Tour im Frühjahr 2003 fortgesetzt.
Die große Resonanz der Zuschauer auf die erste Live-Tournee der drei ??? mit Master of Chess – Live & Unplugged brachte den Sprecher Oliver Rohrbeck 2003 auf die Idee, die in Berlin ansässige Lauscherlounge zu gründen. In regelmäßigen Abständen werden bundesweit Live-Lesungen und Hörspielaufführungen mit bekannten Schauspielern, Synchronsprechern, Komponisten, Musikern und Geräuschemachern veranstaltet, die stets mehrere Rollen in den Geschichten sprechen bzw. für die komplette akustische Untermalung verantwortlich sind.
| Sprecher - Erzähler: Helmut Krauss - Justus Jonas: Oliver Rohrbeck - Peter Shaw: Jens Wawrczeck - Bob Andrews: Andreas Fröhlich - Passant / Graf Seamus Gallagher / Moe: Olaf Kreutzenbeck, Joachim Lautenbach - Ana / Gräfin Gallagher / Virginia Burnett: Frauke Poolman | Musik - Geräusche: Peter Klinkenberg - Musik: Frank Ertel Buch und Regie - Skript: Stefanie Burkart - Dialogbearbeitung: Andreas Fröhlich - Regie: Holger Mahlich |

### … und der Super-Papagei 2004 – Live
Zum 25-jährigen Bestehen der Hörspielserie wurde 2004 in der Color Line Arena in Hamburg vor über 12.000 Zuschauern einmalig die Debütfolge … und der Super-Papagei in einer erweiterten Bühnenfassung aufgeführt. André Minninger schrieb das Skript, während Holger Mahlich erneut die Regie übernahm. Peter Klinkenberg kehrte als Geräuschemacher auf die Bühne zurück. Wie im Hörspiel wirkte in dieser Produktion auch Thomas Fritsch als Erzähler mit. Die Bühnenfassung weicht allerdings sowohl von der Originalversion 1979 als auch von der Studioproduktion 2004 geringfügig ab, so wurde beispielsweise die Figur Skinny Norris eingebracht, die in der Originalfolge nicht in Erscheinung getreten ist.
| Sprecher - Erzähler: Thomas Fritsch - Justus Jonas: Oliver Rohrbeck - Peter Shaw: Jens Wawrczeck - Bob Andrews: Andreas Fröhlich - Morton / Skinny Norris: Andreas von der Meden - Mr. Claudius: Ben Hecker - Mrs. Claudius / Miss Waggoner / Señora: Brigitte Böttrich - Carlos: Stefan Brönneke - Mr. Fentriss / Onkel Ramos / Hugenay / Opa: Detlef Bierstedt | Musik - Geräusche: Peter Klinkenberg - Musik: Henrik Albrecht (Komposition, Bandoneon), Christoph Hillmann (Schlagzeug), Daniel Speer (Kontrabass), Christian Winninghoff (Trompete), Florian Weber (Piano) Buch und Regie - Skript: André Minninger (auf Basis des Manuskripts von H. G. Francis) - Roman: Robert Arthur - Regie: Holger Mahlich |

### … und der seltsame Wecker – Live and Ticking
Aufgrund der hohen Akzeptanz des Publikums startete im Herbst 2009 die neue Tourneeproduktion … und der seltsame Wecker – Live and Ticking. Kai Schwind adaptierte die Originalgeschichte von Robert Arthur und übernahm die Regie, Peter Klinkenberg fungierte erneut als Geräuschemacher und Helmut Krauss als Erzähler. Die Bühnenfassung weicht teilweise von der Originalhörspielfassung und der Buchvorlage ab und weist ironische Selbstreferenzen auf die Hörspielproduktionen auf. Im Unterschied zu den bisherigen Live-Lesungen sind bei dieser Tournee auch vermehrt visuelle Effekte und digital erzeugte Toneffekte verwendet worden. Alle Auftritte wurden mitgeschnitten, vor Ort auf USB-Stick verkauft und sind zudem über das Internet bestellbar. Die vollständige Aufzeichnung der Show in der Hamburger Color Line Arena ist mit Bonusmaterial auf DVD und Blu-ray erschienen.
In insgesamt 19 Shows haben rund 120.000 Zuschauer die Tournee zur weltweit erfolgreichsten Umsetzung eines Live-Hörspiels gemacht.
Aufgrund des großen Erfolgs dieser Tournee wurde am 21. August 2010 auf der Berliner Waldbühne ein letztes Mal das Live-Hörspiel … und der seltsame Wecker – Live and Ticking als Open Air aufgeführt und so zum größten Live-Hörspiel aller Zeiten. Mit 15.211 Zuschauern stellte das Ensemble einen Guinness-Weltrekord auf.
| Sprecher - Erzähler: Helmut Krauss - Justus Jonas: Oliver Rohrbeck - Peter Shaw: Jens Wawrczeck - Bob Andrews: Andreas Fröhlich - Mr. Felix / Gerald Watson / Mr. Hugenay / Jasper: Peter Weis - Harry Smith / Gerald Kramer / Hauptkommissar Reynolds / Paul: Sascha Rotermund - Mrs. King / Mrs. Harris / Lady Strathersmith: Luise Lunow - Julie Taylor / Balthasar: Cornelia Meinhardt - Bert Clock: Jan-Peter Pflug | Musik - Geräusche: Peter Klinkenberg - Musik: Jan-Peter Pflug, Tilman Ehrhorn Buch und Regie - Skript: Kai Schwind - Roman: Robert Arthur - Regie: Kai Schwind |

### Phonophobia – Sinfonie der Angst
Anlässlich des 50-jährigen Jubiläums der Romanserie wurde im März und April 2014 wieder eine Live-Tour durch verschiedene Städte Deutschlands veranstaltet. Dabei wurde diesmal wieder eine eigene Bühnengeschichte geschrieben. Das Grundkonzept der Geschichte wurde von Corinna Wodrich, Kai Schwind und Kari Erlhoff entworfen. Kai Schwind und Andreas Fröhlich entwickelten das Bühnenskript und die Dialoge. Ursprünglich war geplant, dass auf der Bühne und im Roman die gleiche Geschichte erzählt werden sollte. Während des Entwicklungsprozesses stellte sich jedoch heraus, dass dies aufgrund der unterschiedlichen Präsentationsformen und Erzählelementen nicht funktionieren würde. Schlussendlich sind aus der Grundidee zwei eigenständige Geschichten entstanden. Das Buch von Kari Erlhoff ist parallel zur Tour erschienen und wurde in die reguläre Folgenzählung der Bücher aufgenommen. Nach jeder Veranstaltung konnte ein Live-Mitschnitt von der jeweiligen Show auf USB-Stick und als MP3-Download erworben werden. Anders als bei den anderen Tourneen wurde diesmal auf einen Erzähler verzichtet, da die Handlung in Echtzeit erzählt worden ist und um den zentralen Themen Musik und Synästhesie mehr Raum zu geben. Lediglich für eine kurze Ansage wurde Helmut Krauss als Off-Sprecher eingesetzt.
Die Show vom 27. März 2014 in der Lanxess Arena in Köln wurde von Endemol im Auftrag von RTL für eine TV-Ausstrahlung und DVD-Veröffentlichung im Oktober 2014 mitgeschnitten.
Mit dem Auftritt auf der Berliner Waldbühne am 9. August 2014 wurde der eigene Weltrekord für das Live-Hörspiel mit den meisten Zuschauern aus dem Jahre 2010 übertroffen. Rund 20.000 Personen waren beim Tourabschluss 2014 anwesend.
Die bisherigen 24 Shows wurden von rund 170.000 Zuschauern verfolgt. Aufgrund der großen Nachfrage wurde die Tour 2015 an elf Zusatzterminen fortgesetzt.
| Sprecher - Justus Jonas: Oliver Rohrbeck - Peter Shaw: Jens Wawrczeck - Bob Andrews: Andreas Fröhlich - Chloe Schumer: Tanja Fornaro - Kappelhoff / Der Mund / Fran Schumer: Traudel Sperber - Mariolini / Rubber Duck / C. Terrill / Yamada: Stefan Krause - Ansager (Off-Sprecher): Helmut Krauss - Yamadas Vater (Off-Sprecher): Toru Takahashi - Yamada als Kind (Off-Sprecher): Ryutaro Krist | Musik - Geräusche: Jörg Klinkenberg - Musik: Jan-Peter Pflug, Tilman Ehrhorn, Maria Todtenhaupt, Dirk Wilhelm Buch und Regie - Skript: Kai Schwind - Co-Autor Bühnenskript: Andreas Fröhlich - Roman: Kari Erlhoff - Regie: Kai Schwind - Regie-Assistenz: Johanna Steiner |

### … und der dunkle Taipan
Anlässlich des 40-jährigen Jubiläums der Hörspielserie wurde ab Oktober 2019 eine Live-Tour durch verschiedene Städte Deutschlands, Österreichs und der Schweiz veranstaltet. Hierfür wurde erneut eine eigene Bühnengeschichte geschrieben. Die Idee zur Geschichte und die Romanfassung stammte von Hendrik Buchna, das Bühnenskript von Andreas Fröhlich. Kai Schwind führte bei der Produktion erneut Regie.
Die Tour hatte am 25. Oktober 2019 Premiere in der Verti Music Hall in Berlin und sollte ursprünglich mit dem Tourfinale am 29. August 2020 in der Waldbühne erneut in Berlin enden. Aufgrund der COVID-19-Pandemie musste die Tour im März 2020 unterbrochen werden. Alle ausstehenden Termine wurden zunächst in das Jahr 2021, dann in das Jahr 2022 verschoben.
Ähnlich wie bei den vorangegangenen Tourneen sind alle Auftritte im Anschluss auch als Mitschnitt verfügbar. Bei dieser Tournee wurde jedoch auf eine Veröffentlichung auf USB-Sticks verzichtet, stattdessen sind die Mitschnitte jeweils 24 Stunden nach dem Termin bei Apple Music zum Streaming und bei iTunes zum Download verfügbar.
| Sprecher - Justus Jonas: Oliver Rohrbeck - Peter Shaw: Jens Wawrczeck - Bob Andrews: Andreas Fröhlich - Allie Jamison / Fiona Abalarte: Katrin Fröhlich - Anonymer Anrufer / Max: Tim Grobe - Torsvan / Kolma / York / Goodween / Stimme: Matthias Keller - Erzähler: Michael Prelle - Erzähler (Shows 21.–23.11.): Erich Räuker | Musik - Geräusche: Jörg Klinkenberg - Sounds: Valentin Röwenstrunck - Sounddesign: Oliver Rohrbeck - Musik: Jan-Friedrich Conrad, Ben Esser, Jens-Peter Morgenstern Buch und Regie - Skript: Andreas Fröhlich - Roman: Hendrik Buchna - Regie: Kai Schwind |

### Die drei??? Partys

#### Record Release Party

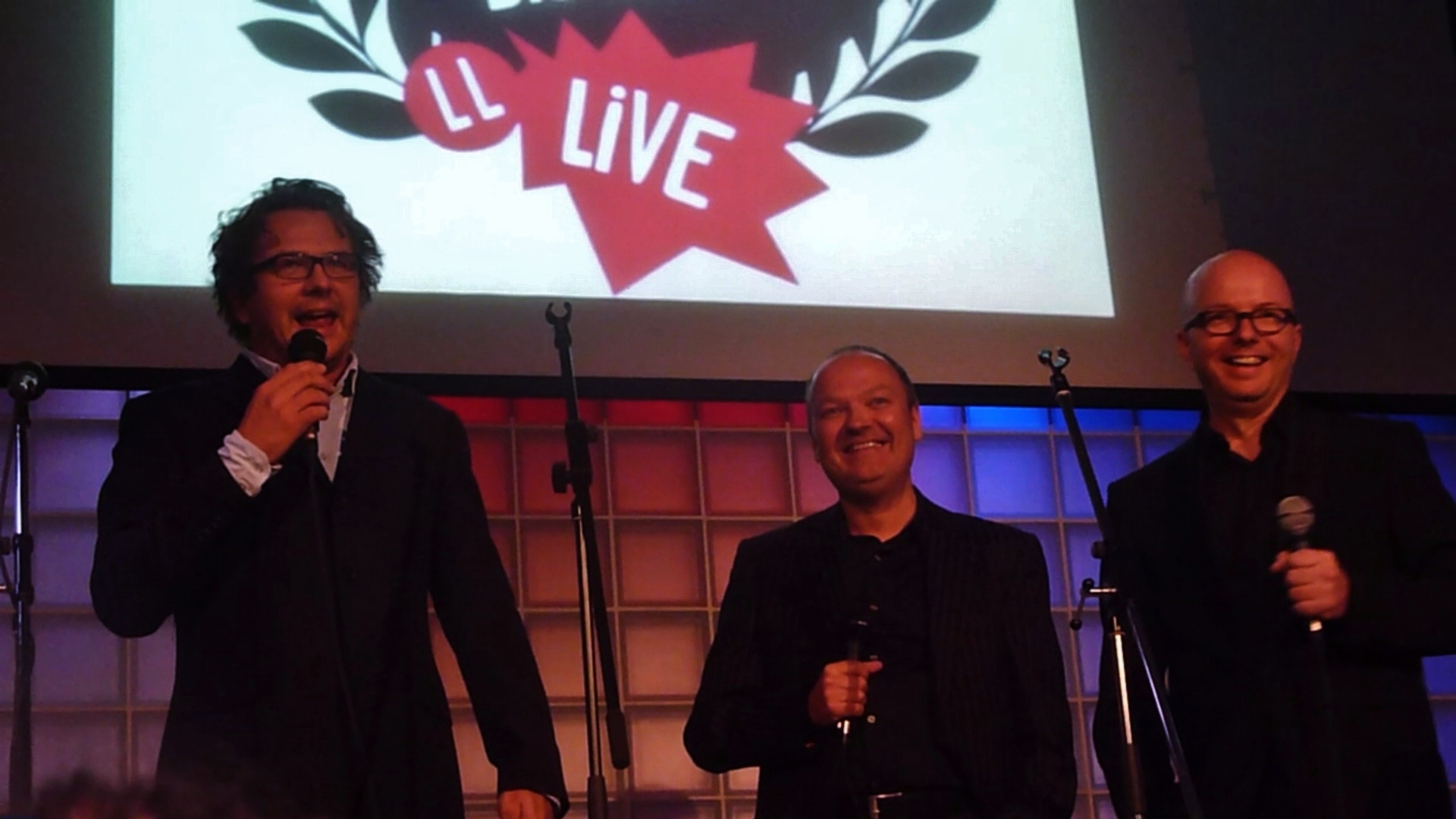
Fröhlich, Wawrczeck und Rohrbeck während der RRP in Hamburg 2011

Seit 2008 präsentiert die Lauscherlounge auf bundesweiten Record Release Partys (RRPs) die neueste Folge der drei ???, eine Woche vor dem offiziellen Verkaufsstart. Zusammen mit Oliver Rohrbeck können die Fans den neuen Fall hören, außerdem werden ein begrenztes Kontingent der neuen Folge verkauft und einige Exemplare verlost. Nach dem Hörspiel gibt es zudem ein fortlaufendes Mitmachhörspiel, bei dem Gäste aus dem Publikum ausgewählt werden und eine kurze Hörspiel-Sequenz mit Oliver Rohrbeck einsprechen. Die Hörspiel-Teile sind später im Online-Shop der Lauscherlounge kostenlos als Download verfügbar, die nie endende Geschichte wird von Katrin Wiegand (u. a. Mit-Autorin der Hörspielserie Die Ferienbande) geschrieben.
Anlässlich des 150. Falls wurde am 30. Oktober 2011 vor 500 Zuschauern im Hamburger Edelfettwerk eine Record Release Jubiläumsfeier veranstaltet. Neben einem von den drei Hauptsprechern moderierten gemeinsamen Rückblick auf die letzten 149 Fälle, umfasste der Abend Interviews mit der Regisseurin Heikedine Körting, der Produktmanagerin Corinna Wodrich und den Sprechern Holger Mahlich und Andreas von der Meden. Am Ende der Veranstaltung spielten Mahlich und die drei Hauptsprecher den 150. Fall zusammenfassend im Protokollstil auf der Bühne vor. Erstmals wurde solch eine Veranstaltung als Live Stream im Internet übertragen, verfolgt von mehr als 15.000 Zuschauern.

#### Rocky Beach Party
Neben den Record Release Partys zu jeder neuen Folge der drei ??? werden seit 2010 regelmäßig im Sommer Rocky Beach Partys an Strandbars innerhalb Deutschlands gefeiert. Zusammen mit Oliver Rohrbeck können die Gäste eine über das Internet abgestimmte Folge hören. Zudem werden Gewinnspiele veranstaltet und Gäste können als Sprecher Teil eines Endlos-Mitmachhörspiels werden.

## Hörerschaft und Erfolg
Viele Hörer kennen die drei Detektive aus ihrer Kindheit und haben sie im Jugend- oder Erwachsenenalter wiederentdeckt. Während die Serie ursprünglich für 8- bis 14-jährige Kinder gedacht war, ist die Hörerschaft gemeinsam mit den Sprechern der drei ??? gealtert. Diese Erkenntnis ergab sich erst durch eine Telefonumfrage Europas 1997, in der Hörer nach Kaufverhalten, Geschlecht und Alter befragt wurden. Es hat sich dabei eine neue Hörer-Zielgruppe herausgestellt. Heute sind rund 50 Prozent der Hörer zwischen 20 und 40 Jahre alt – ein Novum für eine Jugendhörspielserie. Der Anteil der erfassten Geschlechter ist ungefähr gleich.

Andreas Fröhlich, Sprecher des Bob Andrews, beschrieb in einem Interview die Gründe des Erfolgs: 

„Sie kennen die Drei Fragezeichen aus ihrer Kindheit. Wenn sie früher krank waren, hat ihnen ihre Mutter die neueste Folge mitgebracht, dazu eine heiße Milch mit Honig, und die Welt war in Ordnung. Mit 14 oder 15 waren die Drei Fragezeichen den meisten dann wohl ziemlich egal, und die Kassetten sind in den Müll oder auf den Dachboden gewandert. Dann aber wächst man in die Erwachsenenwelt hinein, der Stress beginnt, und man sehnt sich vielleicht in die Kindheit zurück, wo es keine Verpflichtungen gab, keine Verantwortung. Um abends runterzukommen, fangen einige dann mit Hilfsmittelchen an, mit Kiffen, Alkohol, Baldrian, und andere hören die Drei Fragezeichen, die Stimmen aus ihrer Kindheit, und träumen sich in diese Zeit zurück. Das ist der Heile-Welt-Faktor.“

Jens Wawrczeck, der Peter Shaw seine Stimme gibt, hat das Phänomen der Serie in einem Interview zur Live-Tour Phonophobia wie folgt beschrieben: 

„Ich stehe seit 30 Jahren ein bisschen sprachlos vor dem Phänomen. Ich empfinde das einerseits als unglaubliches Privileg, dass ich dabei sein darf, aber ich glaube, dass der Erfolg der ‚Drei Fragezeichen‘ eine Kombination aus vielen Zutaten ist, die wir nicht wirklich unter Kontrolle haben. Einmal diese Langlebigkeit, die die ‚Drei Fragezeichen‘ unglaublich anziehend machen, weil wir immer noch die gleiche Besetzung sind wie vor über 30 Jahren. Und ich glaube, dass die Geschichten, als wir auf den Markt kamen, anders waren, als das, was sonst auf dem deutschen Hörspielmarkt für Kinder zu finden war. Wir lösten unsere Fälle in Amerika, in diesem etwas sagenumwobenen Kalifornien. Da läuft ein vergessener Filmstar um die Ecke, es gibt das verwunschene Castle [deutsch: Schloss] und alle möglichen Dinge, die wir hier nicht vor Ort haben.“

Oliver Rohrbeck, Sprecher des Justus Jonas, sieht die Serie als stabile Marke, in der die drei Sprecher als wichtiges Bindeglied fungieren: 

„Wir geben nun mal einer Sache, die eigentlich nur im Kopf der Zuhörer und Leser stattfindet, ein Gesicht und einen Ort. Aber ich glaube nicht, dass die Zuhörer sich unsere Gesichter vorstellen, wenn sie daheim ihre Kassette anhören. Justus sieht sicher nicht so aus wie ich, der hat wahrscheinlich so viele Gesichter wie Fans. Wir sind eher der Verbindungsbogen, das, was die Marke für sie greifbar macht. Es kommt noch etwas hinzu: Wir werden alle gemeinsam älter. Wir drei Sprecher machen das jetzt seit mehr als 30 Jahren, und die Menschen hören das ebenso lange. Das verbindet uns. Die Marke dagegen wird nicht wirklich älter – es bleibt ja ganz bewusst immer im ungefähren, wann die Geschichten spielen. ‚Die drei ???‘ spielen in ihrem eigenen zeitlosen Kosmos. […] Unsere Stimmen holen die Menschen raus aus ihrem Stress-Alltag. Die sagen sich abends: Im Job hatte ich Stress, die Beziehung ist womöglich gerade anstrengend, da haue ich mich heute mal früher ins Bett, wie früher als Kind, wo mir die Mami noch ein Glas Milch ans Bett gebracht hat, und dann bin ich dabei eingeschlummert. Deshalb sind die „drei ???“ auch so eine gewachsene und stabile Marke. Solange man die Fans nicht nervt oder mit 1.000 Dingen überfällt, bleibt das auch so.“

## Lizenzstreit
Aufgrund auslaufender Lizenzen entstand ein zwischen 2005 und 2008 anhaltender Rechtsstreit zwischen den deutschen Lizenznehmern Franckh-Kosmos und Sony BMG rund um das Erbe des Die drei ???-Schöpfers Robert Arthur. Durch eine einstweilige Verfügung des Franckh-Kosmos-Verlags wurden die Hörspielfolgen 57 bis 72 zwischen Dezember 2006 und Oktober 2007 schrittweise aus dem Handel genommen und die Produktion komplett eingestellt.
Nach einer längeren Auszeit wurden am 13. Oktober 2006 neue Hörspielabenteuer aus Rocky Beach veröffentlicht. Diese neuen Folgen unter dem Titel DiE DR3i basierten aber nicht auf den Buchvorlagen des Franckh-Kosmos Verlags. Zwischen 2006 und 2007 lösten DiE DR3i wieder neue Fälle. Die letzte DiE DR3i-Folge erschien am 30. November 2007, seit 2009 sind die Hörspiele nicht mehr erhältlich.
Mit der Einigung zwischen dem Franckh-Kosmos Verlag und Sony BMG im Februar 2008 wurde der Lizenzstreit beigelegt. Die Folgen 57–72 sind seit dem 4. April 2008 wieder im Handel erhältlich und neue Hörspiele werden wieder unter dem Namen Die drei ??? veröffentlicht. → Weitere Informationen zum Rechtsstreit

## Auszeichnungen
Am 30. Oktober 2011 wurden auf der Record-Release-Party zur 150. Jubiläumsfolge die Hauptverantwortlichen und -sprecher der Serie mit 100-fachem Gold ausgezeichnet.
- Goldene Schallplatte[3]
  - 29× in Gold für die Folgen 2–5, 7–10, 12–28 und 30–33
  - 2× in Platin für die Folgen 6 und 11

- Kids Award[3]
  - 110× in Gold für die Folgen 34–36, 38–42, 63, 76, 78, 80, 86–99, 102–106, 121, 123–124, 126–134, 137, 139, 141–149, 151–153, 155–164, 166–168, 170–176, 178–205 und die Specials … und der dreiTag, Special 2011 – Brainwash – Gefangene Gedanken, Der 5. Advent, Top Secret – Fall 3 – High Strung – Unter Hochspannung und 02 Die Fanbox (3er Box) – Folgen 4–6
  - 26× in Platin für die Folgen 101, 107–113, 115–120, 122, 125, 135, 136, 138, 140, 150, 154, 165, 169, 177 und 01 Die Einsteigerbox (3er Box) – Folgen 1–3
  - 3× in ×3Dreifachgold  für die Folgen 1, 100 und 114

- Weltrekord für die meisten Zuschauer eines Live-Hörspiels
  - Rund 20.000 Zuschauer sahen am 9. August 2014 auf der Berliner Waldbühne das Live-Hörspiel Die drei ???: Phonophobia – Sinfonie der Angst.

## Trivia
Justus Jonas’ Sprecher Oliver Rohrbeck spricht in der Hörspielserie Teufelskicker die Rolle des Trainers Norbert. In Folge 28: „Jäger des Verlorenen Pokals!“ spielt Rohrbeck auf seine Sprecherrolle als Justus Jonas an, indem er in der Rolle des Trainers Norbert erwähnt, dass er früher mal mit zwei Freunden ein Detektivbüro geführt habe, was sich „die drei …“ nannte – nach dem Wort „drei“ wird er durch seine Spieler unterbrochen.